# Fonologia i fonetyka języka angielskiego
Fonologia i fonetyka języka angielskiego – zjawiska fonetyczne i fonologiczne zachodzące we współczesnym języku angielskim. Język ten jest bogaty w samogłoski oraz dysponuje porównywalną z innymi językami indoeuropejskimi liczbą spółgłosek. Większość samogłosek ma charakter swoisty dla angielszczyzny, w przypadku niektórych trudno znaleźć ich dokładne odpowiedniki w innych językach. Bardziej przystępny dla cudzoziemców jest system spółgłoskowy, choć istnieją również spółgłoski realizowane w nieco odmienny sposób.
System dźwiękowy języka angielskiego składa się z samogłosek i spółgłosek. Choć angielski alfabet składa się z 26 liter, w mowie używa się co najmniej 44 dźwięków: samogłosek, spółgłosek i dyftongów.
Angielskie samogłoski i spółgłoski rzadko występują w izolacji, a najczęściej znajdują się pod wpływem otaczających je dźwięków. Dochodzi do  zjawisk związanych z łączeniem międzywyrazowym takich jak asymilacja (upodabnianie do sąsiednich dźwięków), osłabianie formy, ubezdźwięcznienie samogłosek, nazalizacja i inne. Choć są to głównie zjawiska czysto fonetyczne, niektóre mogą być fonemiczne, to znaczy produkować nowe fonemy.
Język angielski jest bogaty w rozwiązania prozodyczne. Istnieje kilka wzorów intonacyjnych: intonacja wysoka opadająca, krótka (niska) opadająca, niska wznosząca, wysoka wznosząca, wreszcie hybrydy wznosząco-opadająca i opadająco-wznosząca. Każda z nich niesie inne wartości dodane do tekstu i potrafi przekazać co najmniej tyle samo co czysty przekaz tekstowy.
Nie istnieje jednolity wzorzec wymowy języka angielskiego, który można by uznać za jedyny „poprawny”. Najczęściej jako standardowe, zwłaszcza w kontekście języka angielskiego jako obcego, wymienia się Received Pronunciation (RP) i General American (GA). Poza nimi istnieje mnogość odmian geograficznych i etnicznych języka, cechujących się zróżnicowanymi wzorcami fonetycznymi i normami wymowy.

## Standard wymowy
W języku angielskim nie istnieje jeden właściwy wariant wymowy; nie wypracowano także jednolitego standardu. W związku z równoległym rozwojem angielszczyzny w kilku krajach na różnych kontynentach wymowa ewoluowała na rozmaite sposoby. Sprzyjały temu wpływy języków lokalnych oraz fakt, że w przeszłości nie było stałej łączności i częstych kontaktów językowych z innymi odmianami języka. Różnice w wymowie objawiają się nie tylko na poziomie dialektów obiegowych, ale również w obrębie narodowych standardów angielszczyzny. Właściwości angielszczyzny standardowej (ogólnej, Standard English) definiuje się przede wszystkim w ramach gramatyki, zasobu słownego i konwencji ortograficznych, w zakresie akcentu zaś przewiduje się pewną dozę dowolności.
Angielszczyzna cechuje się sporym zróżnicowaniem wewnętrznym, związanym z czynnikami geograficznymi i społecznymi. Zróżnicowanie to odzwierciedla się w istnieniu różnych standardów i gwar języka angielskiego. Skupiając się jedynie na aspekcie wymowy, zamiast o dialektach mówi się o różnych akcentach. Wśród nich najbardziej rozpoznawalne to brytyjski Received Pronunciation (RP) i amerykański General American (GA). To zwykle jednego z tych akcentów naucza się obcokrajowców, i to najczęściej tych akcentów używają prezenterzy radiowi i telewizyjni (RP nazywany jest przez to czasem także BBC English, ale współcześnie w BBC używa się także innych akcentów). Wśród ich rodzimych użytkowników panuje na ogół opinia, że te właśnie odmiany nie są naznaczone silnymi regionalnymi naleciałościami, a przez to można je uznać za standardowe akcenty. Nazwanie jednak któregokolwiek akcentu standardowym może być nieco kontrowersyjne, ponieważ, jak wspomniano, nie ma wyłącznie jednego modelu wymowy.
W Stanach Zjednoczonych najpowszechniej używanym wariantem angielszczyzny jest General American, z wyjątkiem południowych stanów oraz wschodniego wybrzeża, zwłaszcza Bostonu, Nowego Jorku i regionu Nowej Anglii. W Wielkiej Brytanii jest większe zróżnicowanie akcentów.
Na przestrzeni lat wymowa zmienia się także w obrębie jednej odmiany – wymowa wnuków nie jest identyczna jak ich dziadków i dotyczy to zarówno akcentów brytyjskich, jak i amerykańskich. W niektórych krajach, zwłaszcza w Wielkiej Brytanii, akcent i intonacja może świadczyć o przynależności do konkretnej klasy społecznej czy o miejscu pochodzenia.
Ogólnie rzecz biorąc, przy porównaniu angielszczyzny brytyjskiej i amerykańskiej, zarówno Brytyjczycy, jak i Amerykanie uważają na ogół wariant brytyjski za, w pewnym sensie, nadrzędny. Amerykanie, jak twierdzi językoznawca Dennis Baron, odczuwają coś w rodzaju „językowej niepewności”, wielu uznaje, że amerykańska angielszczyzna nie jest prestiżowa, na odpowiednim poziomie, jest naszpikowana „błędami” i nieporadna. Z drugiej strony należy zaznaczyć, że od XX w. to amerykański wariant wywiera znacznie większy wpływ na angielszczyznę brytyjską niż odwrotnie.

### Standard brytyjski
W samej Anglii dialekty dzieli się na północnoangielskie i południowoangielskie. Do tej drugiej grupy zalicza się Received Pronunciation, który jest najbardziej podobny do akcentów południowo-wschodniej Anglii. Na początku XIX w. elity Wielkiej Brytanii zaczęły porzucać swój regionalny akcent i naśladować wymowę londyńskich wyższych klas. Panowała wówczas ścisła hierarchia władzy i duże rozwarstwienie społeczne, co przekładało się również na wymowę. Kluczowym elementem podtrzymywania tego systemu było szkolnictwo kształcące klasę rządzącą, na którą było duże zapotrzebowanie w różnych obszarach imperium. Akcent wyższych sfer był nauczany w prestiżowych prywatnych szkołach (zwodniczo określanych terminem public school), stąd Daniel Jones na początku XX w. zaproponował nazwę Public School Pronunciation. Tymczasem znakomita większość Brytyjczyków nigdy nie posługiwała się takim akcentem, ani nawet go nie słyszała przed pojawieniem się radia.
Następnie utrwaliła się nazwa Received Pronuncation (RP). Samo słowo received jako przymiotnik jest współcześnie używane rzadko, głównie w stałych wyrażeniach received wisdom oraz received opinion i oznacza coś ogólnie przyjętego jako właściwe, poprawne.
Wśród wielu Brytyjczyków, w dużej mierze dzięki mediom, rozprzestrzeniała się wymowa RP aż do lat 60. XX w. Wówczas w wyniku rozmycia hierarchii społecznej, dekolonizacji, rozwoju kultury masowej, upubliczniania politycznych skandali, klasa wyższa przestała być postrzegana przez pryzmat prestiżu, pojawiło się raczej poczucie niesprawiedliwości. W związku z tym wymowa elit również zaczęła być postrzegana negatywnie, była obiektem drwin, a jej użytkownikom zarzucano snobizm. Dla nieuprzywilejowanej części ludności łatwiejsze stało się osiągnięcie dobrego wykształcenia, sukcesu i wyższej pozycji społecznej, przy czym często nie odczuwali potrzeby, by zmieniać w związku z tym swoją wymowę. Jednocześnie ci, którzy mieli już wysoką pozycję, mniej lub bardziej świadomie rezygnowali z RP na rzecz akcentu niższych klas.
Współcześnie w Wielkiej Brytanii promuje się różnorodność. Szacuje się, że liczba Brytyjczyków używających akcentu RP bez naleciałości regionalnych wynosi jedynie około 3%. Choć jego zasięg nie jest ograniczony do jednego konkretnego obszaru, w Irlandii, Szkocji i Walii liczba użytkowników RP jest szczególnie mała. Nadal stanowi jednak punkt odniesienia dla opisu regionalnych akcentów. Znacznie więcej Brytyjczyków używa akcentu zbliżonego do Received Pronunciation, ale z pewną domieszką lokalnych cech. Tak rozumiany RP niektórzy językoznawcy zalecają określać General British lub Standard Southern British English.
Co więcej, od połowy XX w. w RP zaszły istotne zmiany w wymowie. W związku z tym tradycyjna wymowa RP jest postrzegana jako przestarzała i staje się wymową nielicznych starszych osób z południowo-wschodniej Anglii. W obliczu zmian proponuje się podział RP; w przykładowym rozróżnia się Conservative RP (tradycyjna mowa arystokracji i niektórych osób starszych), Mainstream RP (forma akcentu RP neutralna pod względem wieku czy stylu życia mówców) oraz Contemporary RP (forma akcentu używana głównie przez młodych użytkowników języka). Niektórzy jednak pojęcie Received Pronunciation odnoszą tylko do wymowy tradycyjnej. Pewni fonetycy czynią wysiłki, by pod pojęciem RP rozumieć też współczesny standard, inni porzucili tę nazwę nadal żywo kojarzącą się ze snobistycznym językiem wyższych sfer na rzecz nazwy General British lub podobnych. W przypadku obecności pewnych lokalnych cech proponuje się określenie typu Regional General British. Zgodnie z takim podejściem General British jest współczesnym następcą RP, mniej jednorodnym. Przykładowo Estuary English jest akcentem łączącym RP z pewnymi cechami innych londyńskich akcentów i ludzie o wysokiej pozycji, od których niegdyś oczekiwano posługiwania się RP, uważają współcześnie za w pełni akceptowalne, by posługiwać się taką mieszanką.

### Standard amerykański
Inaczej wygląda historia wypracowania dzisiejszego amerykańskiego standardu. W USA czynniki społeczne i geograficzne nie miały tak dużego znaczenia. Osoby, które właśne dorobiły się majątku, nie odczuwały potrzeby, by przyswajać arystokratyczne zwyczaje; imigranci starali się naśladować mowę zwykłych Amerykanów. Dużą rolę w ujednolicaniu wymowy miało rozprzestrzenianie się piśmienności oraz książka American Spelling Book (tzw. blue-backed speller) autorstwa Noaha Webstera, którą dystrybuowano nie tylko do szkół, ale z powodzeniem była sprzedawana przez ulicznych handlarzy. Do 1865 nakład osiągnął 42 miliony egzemplarzy. Dla wielu Amerykanów stanowił jedyny i najważniejszy podręcznik, określany nawet jako Moral Catechism lub Federal Catechism. Wraz z migracją na zachód wzmagał się proces tworzenia swego rodzaju wspólnego dialektu. Jednorodności sprzyjał brak jednego dominującego miasta (jak Londyn w Anglii) oraz znacznie słabszy podział na klasy.
W celu rozpatrzenia zbieżności w wymowie wielu Amerykanów George Krapp w 1925 wprowadził pojęcie General American (GA). Koncept General American obejmował amerykańskie dialekty północne, zachodnie i obszaru Midland. Badania w latach 30. i 40. XX wykazały jednak, że wymowa Amerykanów nie jest tak jednorodna jak sądzono wcześniej, stąd pojawiały się trudności z definiowaniem tegoż terminu oraz jego praktycznym zastosowaniem. Współcześnie GA ma dwa znaczenia. Terminem General American określa się amerykańską angielszczyznę używaną poza obszarami południa i New England, co jednak nie jest najlepszym konceptem dla tworzenia charakterystyki, ponieważ na tak ogromnym obszarze występuje spora różnorodność dialektów. Jednak w drugim znaczeniu używa się go do opisu pewnego standardowego akcentu (Standard American English), który wywodzi się głównie z regionu zachodniego oraz Midland i charakteryzuje wymowę większości Amerykanów. Na wytworzenie się takiego standardu, uznawanego za prestiżowy, duży wpływ wywarła publiczna edukacja i nauczyciele języka angielskiego, ale ogromne znaczenie miały też media – radio i telewizja. Wielu ludzi chciało posługiwać się prezentowanym w nich akcentem. Powstał tzw. Network Standard – akcent używany w mediach, który nie zawiera charakterystycznych cech pozwalających na rozpoznanie regionu pochodzenia czy klasy społecznej jego użytkownika. W tym znaczeniu General American jest ściśle powiązany z Network Standard.

### Mieszanie akcentów
Zdarza się niekiedy, że rodowici użytkownicy angielszczyzny posługują się innym akcentem niż ich codzienny. Przykładowo większość brytyjskich piosenkarzy popowych i rockowych podczas śpiewania swoich utworów używa amerykańskiego akcentu albo mieszanki akcentów. W taki sposób śpiewano już w latach 50. XX. Mieszankę akcentów stosowali m.in. The Beatles w latach 60. XX w., jednak z biegiem kariery zmniejszali liczbę amerykańskich wpływów w swojej wymowie w piosenkach.
W utworach Adele obecne są cechy standardowej mowy brytyjskiej, cechy mowy amerykańskiej, ale również cechy gwary Cockney, np. You had my heart inside of your (h)and (zamiana /h/ w /ʔ/). Dla wymowy w utworach muzyki popularnej typowa jest niekonsekwencja, np. głoska w wyrazie może być wymieniona na niestandardową dla utworzenia rymu, lepszego brzmienia. Sam śpiew w porównaniu z mową powoduje zanik lub modyfikację pewnych cech takich jak długość samogłosek, intonacja czy rytm.
Akcent, który stanowi mieszankę typowych brytyjskich i amerykańskich cech wymowy nazywany jest akcentem transatlantyckim (mid-Atlantic accent). Przed II wojną światową w amerykańskim teatrze i kinie funkcjonował on jako standardowy; w zamierzeniu miał być akcentem pozbawionym dominujących cech akcentów amerykańskich i brytyjskich.

## Samogłoski

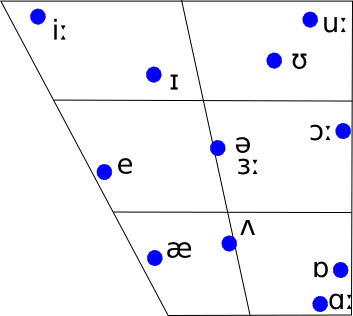
Samogłoski akcentu RP na diagramie Jonesa

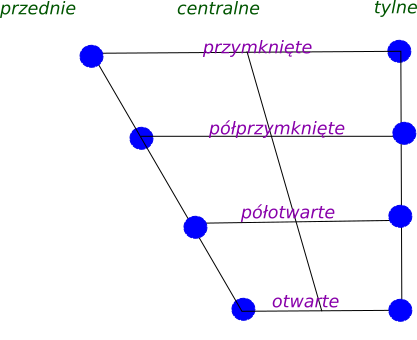
Podział angielskich samogłosek

Samogłoska jest rodzajem głoski, przy wymawianiu której drgają więzadła głosowe, a powietrze przechodzi przez jamę ustną bez większych obstrukcji wpływających na zmianę dźwięku. Niektórzy językoznawcy kwestionują tę metodę definicji samogłosek w języku angielskim jako niejednoznaczną i wzbudzającą wątpliwości i proponują w zamian metodę dystrybucyjną, polegającą na badaniu roli i kontekstu poszczególnych głosek w izolowanych wyrazach. Trudno jest ustalić dokładną liczbę samogłosek angielskich; różne analizy wykazały różną ich liczbę. Mnogość dialektów i różnice metodologiczne spowodowały, że wyniki różnią się znacznie.
|                    | Przednie | Przednie | Centralne | Centralne | Tylne   | Tylne |
| długie             | krótkie  | długie   | krótkie   | długie    | krótkie |       |
| ------------------ | -------- | -------- | --------- | --------- | ------- | ----- |
| Przymknięte        | iː       |          |           |           | uː      |       |
| Prawie przymknięte |          | ɪ        |           |           |         | ʊ     |
| Półprzymknięte     |          |          |           |           | ɔː      |       |
| Średnie            |          | ɛ (e)    |           | ə         |         |       |
| Półotwarte         |          |          | ɜː        |           |         |       |
| Prawie otwarta     |          | æ (a)    |           | ʌ (ɐ)     |         |       |
| Otwarte            |          |          |           |           | ɑː      | ɒ     |

Najczęściej używane symbole fonetyczne dla brytyjskiego akcentu zostały zaproponowane w 1962 dla ówczesnego Received Pronunciation wyższych klas przez fonetyka Gimsona. W ciągu dekad zaszły jednak duże zmiany społeczne i fonetyczne, przede wszystkim dotyczące wymowy samogłosek. Tymczasem współczesny zestaw symboli może sugerować, że od tego czasu niewiele się zmieniło.
Głoska /æ/ w RP współcześnie brzmi raczej jak [a] (choć jest zwykle bardziej przednia niż w wielu innych językach), a /e/ bardziej jak [ɛ]. Dwugłoska /eə/ przekształciła się w pojedynczy długi dźwięk [ɛː], a dwugłoska /aɪ/, ściśle rzecz biorąc, powinna być zapisywana jako [ɑɪ] lub [ʌɪ]. Długa samogłoska /ɔː/ jest bliższa pod względem barwy do [oː] niż [ɔː], a samogłoska /ɒ/ jest bliższa [ɔ].
|                    | Przednie | Przednie | Centralne   | Centralne | Tylne | Tylne |
| napięte            | luźne    | rotyczne | nierotyczne | napięte   | luźne |       |
| ------------------ | -------- | -------- | ----------- | --------- | ----- | ----- |
| Przymknięte        | iː       |          |             |           | uː    |       |
| Prawie przymknięte |          | ɪ        |             |           |       | ʊ     |
| Półprzymknięte     |          |          |             |           |       |       |
| Średnie            |          |          | ɚ ɝ         | ə         |       |       |
| Półotwarte         |          | ɛ        |             |           | ɔː    | ʌ (ə) |
| Prawie otwarta     |          | æ        |             |           |       |       |
| Otwarte            |          |          |             |           | ɑː    |       |

### Przegląd angielskich samogłosek
W tabeli przedstawiono wszystkie samogłoski będące fonemami. W rubryce pary minimalne podano pary wyrazów z samogłoskami sąsiadującymi w diagramie Jonesa.
| Dźwięk | Pozycja w diagramie Jonesa i przykład dźwiękowy   | opis | Porównanie z polskim | warianty regionalne | Pary minimalne                                                          |
| ------ | ------------------------------------------------- | --- | --- | --- | ----------------------------------------------------------------------- |
| iː     | iː beach                                          | - przód języka wysunięty do przodu, nieco za pozycją przednią, - język naprężony, wargi rozciągnięte, - krawędzie boczne języka ściśle przylegają do górnych zębów trzonowych | - mięśnie policzkowe dość silnie napięte, stąd zawołanie przy robieniu zdjęcia „Say ‘cheese’”, aby skłonić do uśmiechu - język położony nieco niżej - w długim /iː/ wymowa kończy się lekkim uniesieniem środkowej części języka, nadając niejako charakter dyftongu zakończonego bardzo krótkim [j] - nie powoduje zmiękczania spółgłosek w takim stopniu jak polski odpowiednik | - często dyftongizowane w RP, z lekkim przesunięciem w stronę pozycji centralnej - w niektórych dialektach, np. Liverpoolu i australijskim, wymawiany jak [əiː] - krótsze w szkockiej odmianie angielskiego                                                  | - beat – bit - seat – set                                               |
| ɪ      | ɪ big                                             | - część języka bliżej pozycji środkowej niż przedniej - wargi rozciągnięte, luźne - język rozluźniony - boczne krawędzie języka z luźnym kontakcie z górnymi zębami trzonowymi | - między polskim i a y - usta mniej napięte niż przy wymowie i, a język położony niżej | - często centralizowane, zwłaszcza w Szkocji i Północnej Irlandii - w nieakcentowanych sylabach RP często zastępowane przez szwa | - pit – peat - pit – pet - pit – put - pit – Pat                        |
| ɛ (e)  | ɛ death                                           | - przód języka podniesiony do poziomu pomiędzy wysokością półprzymkniętą a półotwartą, ale z tendencją do wysokości półotwartej - wargi luźno rozszerzone - brak kontaktu między krawędziami bocznymi języka a górnymi zębami trzonowymi                                                           | - w porównaniu do polskiego e jest bardziej zbliżone do i – pozycja języka minimalnie wyższa - przypomina polskie e w wyrazach nieść, wieś - kąciki ust odciągnięte do tyłu | - może tworzyć różne formy dyftongów takie jak [eɪ] w cockneyu, [eə] w Conservative RP | - bed – bad - bed – bid - head – heed                                   |
| æ      | æ (wariant amerykański) a cat (wariant brytyjski) | - przód języka podniesiony poniżej pozycji półotwartej - wargi otwarte w pozycji neutralnej - boczne krawędzie wchodzą w lekki kontakt z górnymi zębami trzonowymi | - głoska pośrednia między polskim a i e - w brytyjskim wariancie bardziej zbliżona do polskiego a; w amerykańskim – do e | - w północnej Anglii i w Walii spotyka się bardziej otwarte warianty [a] - [æə] w Conservative RP - na niektórych wiejskich obszarach Stanów Zjednoczonych tryftongizowane: man → [meɪən]                                                                    | - mad – mud - bad – bed - lap – lip - pad – pod                         |
| ʌ      | ʌ to come                                         | - środek języka podniesiony prawie do pełnej pozycji otwartej - wargi neutralnie otwarte - brak kontaktu między bocznymi krawędziami języka a górnymi zębami trzonowymi | - jest bardziej przytłumiona niż polskie a, a środkowa część języka jest bardziej uniesiona | - w cockneyu bardziej otwarta - na północy Anglii często zaokrąglone /ʊ/ - w wariancie GA zbliżona bardziej do szwa /ə/ | - mud – mad - cup – carp - cup – cop                                    |
| ɑː     | ɑː a car                                          | - język między środkiem a tyłem jamy ustnej w pełnej pozycji otwartej - wargi neutralnie otwarte - brak kontaktu między bocznymi krawędziami języka a górnymi zębami trzonowymi | - w porównaniu z polskim a położenie języka jest bardziej cofnięte, a szczęki bardziej rozwarte | - częsta wymowa przednia [aː], np. w australijskim czy Liverpoolu - krótsza w amerykańskim angielskim przed /r/ | - part – pot - lark – luck - fart – fat                                 |
| ɒ      | ɒ a dog                                           | - wg Roacha pozycja języka pomiędzy otwartą a półotwartą - nieznaczne zaokrąglenie ust - brak kontaktu między bocznymi krawędziami języka a górnymi zębami trzonowymi | - dźwięk pośredni między polskim a i o, wydaje się być bardziej gardłowy - od polskiego o różni się tym, że usta należy otworzyć nieco szerzej, a zaokrąglenie warg powinno być nieco mniejsze | - w amerykańskiej angielszczyźnie odpowiednikiem jest [ɑ] - w Conservative RP zmienia się w /ɔː/ przed bezdźwięcznymi spółgłoskami trącymi (lot-cloth split)                                                                                                 | - pot – port - top – tap - lock – luck                                  |
| ɔː     | ɔː door                                           | - średnie zaokrąglenie warg - brak kontaktu między bocznymi krawędziami języka a górnymi zębami trzonowymi - w RP tył języka podniesiony między pozycją półotwartą a półzamkniętą, ale bliżej półzamkniętej - w GA język nie jest podniesiony a obniżony, natomiast wargi ułożone w kształt elipsy | - dłuższa od polskiego o, a język położony wyżej - wargi bardziej zaokrąglone - nie należy zamykać ust przed zakończeniem wymowy, by nie powstała żadna dwugłoska | - w cockney często tryftong [oːʊə] - w wytwornej odmianie RP usta bardziej zaokrąglone - duże zróżnicowanie w akcentach amerykańskich, w części akcentów USA zredukowana długość - na sporym obszarze USA i w Kanadzie /ɔː/ wymawiane jest tak samo jak /ɑː/ | - port – pot - lord – lad - lord – lard                                 |
| ʊ      | ʊ book                                            | - język bliżej pozycji centralnej niż tylnej, podniesiony do pozycji półotwartej - wargi mocno, choć luźno zaokrąglone - brak kontaktu między krawędziami bocznymi języka a górnymi zębami trzonowymi                                                                                              | - język bardziej cofnięty niż przy polskim u - mięśnie mniej napięte, zrelaksowane - wymowa jakby polskie e było wymawiane z językiem w tylnej pozycji i minimalnym zaokrągleniem ust | - małe zróżnicowanie poza różnym stopniem rozwarcia warg - dłuższa i bardziej przymknięta w Szkocji i niektórych akcentach północnej Anglii | - look – lock - could – cooed - full – fool                             |
| uː     | uː to do                                          | - tylna część języka w pozycji prawie zamkniętej - wargi mocno zaokrąglone i ściśnięte - brak ścisłego kontaktu między krawędziami bocznymi języka a górnymi zębami trzonowymi | - w brytyjskim wariancie język mniej energicznie uniesiony i mniej cofnięty niż polskie u; wymowa pomiędzy polskim u a y - w amerykańskim wariancie język cofnięty bardziej i uniesiony do góry niż w polskiej zbitce ół - mocniej podkreślone zaokrąglenie ust | - wariant przedni zaokrąglony w szkockiej odmianie - w cockney wymawiana jako dyftong i bardziej scentralizowana | - shoed – should - pool – pull - do – door                              |
| ɜː     | ɜː a bird                                         | - środek języka w pozycji maksymalnie neutralnej - wargi neutralnie rozwarte - brak ścisłego kontaktu między krawędziami bocznymi języka a górnymi zębami trzonowymi | - w połowie drogi między polskim e i u - może przypominać wydłużone szwa /ə/ - mniej otwarte szczęka i żuchwa niż przy polskim e | - bardziej zamknięte w dialekcie Liverpoolu i australijskim - bardziej otwarta w Conservative RP - w szkockiej angielszczyźnie krótsza, jeśli następuje po niej /r/ - w niektórych regionach USA dyftongizowana do /ɔɪ/                                      | - bird – bed - curt – kit - bird – bad - lurk – lock - bird – bored     |
| ə      | ə breakfast                                       | - środek języka w pozycji maksymalnie neutralnej - wargi neutralnie rozwarte - brak ścisłego kontaktu między krawędziami bocznymi języka a górnymi zębami trzonowymi | - w połowie drogi między polskim e i u - mniej otwarte szczęka i żuchwa niż przy polskim e | - w RP tylko w sylabach nieakcentowanych - w wielu dialektach zastępuje /ʌ/ - w odmianie karaibskiej zastępowana mocniejszymi samogłoskami | - Lennon – Lenin - Rosa's – roses - forward – foreword - Upton – upturn |

W General American występuje samogłoska średnia centralna zapisywana jako /ɝ/ w akcentowanych sylabach i /ɚ/ w nieakcentowanych, która to wykazuje rotyczność (r-colored vowel). Bywa nazywana samogłoską retrofleksyjną, ponieważ jej dźwięk może być uzyskany przez wzniesienie przodu języka jak w spółgłoskach retrofleksyjnych z ewentualnym lekkim wygięciem jego koniuszka do tyłu na wysokości wału dziąsłowego. Alternatywnym sposobem jest wymowa przez podniesienie języka w celu zbliżenia go do podniebienia twardego, pozostawiając jego przód w niskiej pozycji.
Często rozróżnia się akcentowane /ɝ/ i nieakcentowane /ɚ/, ponieważ szwa jako takie nie występuje w sylabach akcentowanych (ale niektórzy fonetycy nie stosują takiego podziału). Głoska /ɝ/ od głoski r (/ɹ/) różni się tym, że dłużej trwa, jest samogłoską i nigdy nie jest bezdźwięczna, zaś od głoski /ɚ/ różni się tym, że język przy wymowie tej pierwszej jest bardziej napięty i dźwięk również jest dłuższy.

### Długość samogłosek angielskich

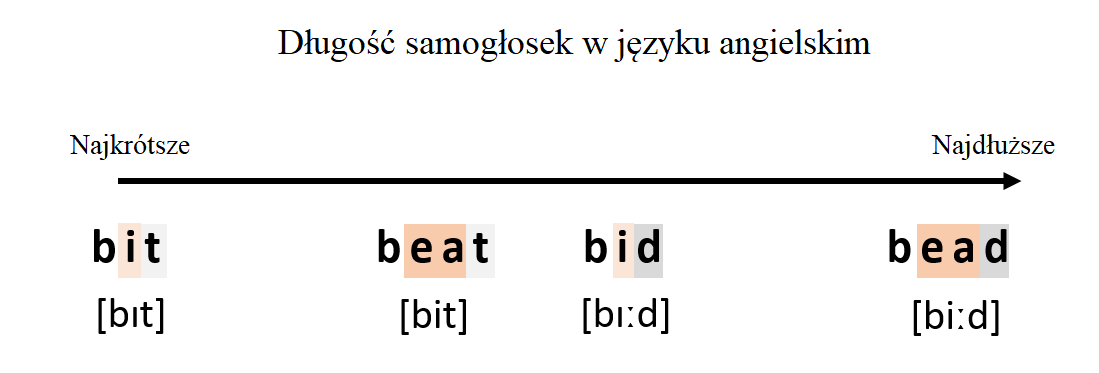
Cztery długości samogłosek angielskich w kolejności narastającej: bit [bɪt] → beat [bit] → bid [bɪːd] (w wymowie niektórych Amerykanów także [bɪəd]) → bead [biːd]. W praktyce można przyjąć, że długość samogłoski jest mniej więcej taka sama w beat oraz bid i w ten sposób wyróżniać tylko trzy długości

Bezwzględna długość samogłosek wyrażona w jednostkach fizycznych, np. w milisekundach i zależy od tempa mowy. Natomiast język angielski należy do języków, w których występuje tzw. iloczas, czyli rozróżnienie samogłosek pod względem długości trwania – jedne samogłoski są stosunkowo dłuższe od drugich (zjawisko niewystępujące w języku polskim, ale obecne przykładowo w języku czeskim). Długość samogłoski jest nośnikiem wartości fonemicznych, czyli jest zdolna zmienić znaczenie wyrazu (wyrazy z odpowiadającą samogłoską długą i krótką stanowią parę minimalną).
Samogłoski angielskie można podzielić na dwie grupy: naturalnie długie i naturalnie krótkie – niezależnie od tempa mowy te długie będą wymawianie relatywnie dłużej niż te krótkie, znajdując się w tym samym kontekście fonetycznym, np. hit /hɪt/ będzie krótsze od heat /hiːt/. Poza tym wszystkie samogłoski angielskie zmieniają swoją długość w zależności od kontekstu fonetycznego. I tak następująca po samogłosce spółgłoska dźwięczna wydłuża ją, a bezdźwięczna (lub /m/, /n/, /ŋ/, /l/ + bezdźwięczna) skraca, zwłaszcza gdy w zapisie jest podwojona. Na przykład /æ/ w wyrazie cab /cæb/ jest dłuższe niż w wyrazie cap /cæp/, a /iː/ jest dłuższe w wyrazie believe niż w belief. Zatem w związku z tym, że na długość samogłoski wpływa jej naturalna długość oraz jej sąsiedztwo fonetyczne, ogólnie można wyróżnić 4 różne długości samogłosek. Poza tym samogłoski z natury długie skracają swą długość, jeśli tworzą pierwszy element dyftongu.
Długość samogłoski zależy także od tego, ile sylab po sylabie akcentowanej znajduje się w wyrazie: im więcej występuje sylab, tym samogłoska jest krótsza. Zjawisko to występuje również w języku polskim. Wiktor Jassem podaje przykład równomiernego, rytmicznego liczenia: sto dwieście trzysta czterysta; najdłuższe jest o w wyrazie sto, a najkrótsze e w wyrazie czterysta. Odpowiednio /uː/ jest dłuższe w wyrazie lose niż w loser, /ɛ/ jest dłuższe w beg niż w beggar.
Występują różnice zależne od rytmu i intonacji. Samogłoski stojące przed sylabą akcentowaną są wymawiane szczególnie krótko, i tak /ɑː/ w wyrazie artillery /ɑːˈtɪlerɪ / jest krótsze niż w art /ɑːt/. Ostatecznie więc na długość samogłoski w sylabie wpływa wiele czynników, nie tylko przynależność do grupy spółgłosek naturalnie długich lub krótkich.
Samogłoski można podzielić także na napięte (tense) i luźne (lax). W GA do spółgłosek napiętych należy /iː/, /ɑː/, /ɔː/, /uː/ oraz dyftongi, natomiast do spółgłosek luźnych – /ɪ/, /ɛ/, /æ/, /ʊ/, /ʌ/ (a w RP dodatkowo /ɒ/). Samogłoski napięte występują w słowach zakończonych w zapisie na nieme e (np. mate, mete, kite, cute) i są one generalnie dłuższe niż samogłoski luźne, które występują w słowach bez niemego e (np. mat, met, kit, cut). Żadna samogłoska luźna nie może znaleźć się w akcentowanej sylabie otwartej, tzn. kiedy samogłoska luźna miałaby być akcentowana, musi następować po niej spółgłoska.

## Dyftongi

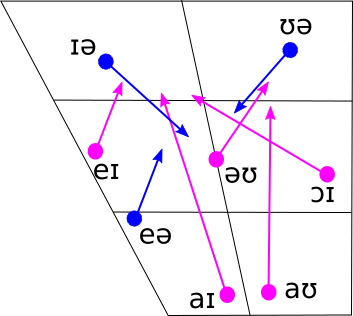
Dyftongi angielskie na diagramie Jonesa

W języku angielskim występują również dwugłoski, czyli dyftongi. Dzielą się na dwie grupy: dyftongi zamykające, tzn. dążące od samogłoski bardziej otwartej do samogłoski bardziej przymkniętej, oraz dyftongi centrujące (dośrodkowe), w których drugą samogłoską jest szwa.
System angielskich dyftongów:
| Dwugłoski    | Zamykające | Zamykające |         | Centrujące |
| Dwugłoski    | do /ɪ/     | do /ʊ/     |         | Centrujące |
| od wysokiego |            |            | ɪə ʊə   |            |
| od średniego | eɪ ɔɪ      | əʊ oʊ      | eə (ɛː) |            |
| od niskiego  | aɪ         | aʊ         |         |            |

W General American jako należącym do akcentów rotyzujących nie ma dyftongów centrujących (a więc /ɪə/, /ʊə/, /eə/), ponieważ r (jako /ɹ/, /ɚ/ lub /ɝ/) jest wymawiane w każdej pozycji. Natomiast dyftongi centrujące we współczesnym RP mają tendencję do zaniku; wymawiane są coraz częściej jako pojedyncze długie samogłoski.

### Przegląd angielskich dyftongów
Z uwagi na to, że dyftongi składają się z dwóch dźwięków i stadiów pośrednich, wystąpienie różnic regionalnych występuje częściej niż w przypadku pojedynczych samogłosek. W tabeli podano opis dla Received Pronunciation, a w osobnej rubryce różne realizacje dźwięku w zależności od odmiany geograficznej bądź społecznej języka.
| Dźwięk                                  | Pozycja w diagramie Jonesa i przykład dźwiękowy | Opis | Porównanie z polskim | Warianty regionalne | Pary minimalne                                                                     |
| --------------------------------------- | ----------------------------------------------- | --- | --- | --- | ---------------------------------------------------------------------------------- |
| eɪ                                      | eɪ away to wait                                 | - dyftong rozpoczyna się poniżej pozycji przedniej półzamkniętej, następnie przesuwa się w górę i odrobinę w tył w kierunku /ɪ/ - wargi rozciągnięte | - początek podobny do polskiego e; w amerykańskiej odmianie nieco bardziej wysunięty do przodu i uniesiony wyżej - druga część dyftongu bardziej przypomina polskie y - w drugiej części język nie może być podnoszony zbytnio w stronę /j/ - w amerykańskiej angielszczyźnie w drugiej części występuje dość silne napięcie mięśni | - początek dyftongu o wiele bardziej otwarty w cockney i wymowie australijskiej - w wielu brytyjskich dialektach monoftongizowany do [eː], czasem również w amerykańskich akcentach w pozycji nieakcentowanej - w dialektach karaibskich początek dyftongu bardziej zamknięty a koniec bardziej centralny: Jamaica → [dʒamieka] | - May – my - whey – why - taste – test - raid – red - mine – man - mine – men      |
| aɪ                                      | aɪ bye a bike                                   | - dyftong zaczyna się poniżej pozycją przednią otwartą - wymowa kończy się na /ɪ/ - wargi zmieniają układ od neutralnego do lekko rozciągniętego - dolna szczęka porusza się do góry | - pierwsza część bardziej przednia niż polskie a - druga część dyftongu bardziej przypomina polskie y; język nie może być podnoszony zbytnio w stronę /j/ | - duże zróżnicowanie w pierwszym elemencie dyftongu, może być wymawiany zarówno w sposób bardziej przedni, jak i tylny - często jest centralizowany, np. w wymowie kanadyjskiej - bardziej tylny i z bardziej zaokrąglonymi wargami w odmianie australijskiej - W Szkocji bywa monoftongizowany do [iː], np. die → [diː] - w południowych dialektach USA przesunięcie jest słabe, dźwięk może jak [aː]; taka wymowa jest jedną z cech tzw. southern drawl | - raid – ride - time – tame - why – way - like – lack - but – byte                 |
| ɔɪ                                      | ɔɪ crude oil toilet                             | - dyftong rozpoczyna się między pozycją półotwartą a otwartą - język porusza się do góry i do przodu, aby osiągnąć /ɪ/ - wargi otwarte i zaokrąglone, zmieniające pozycję do neutralnych | - pierwszy element dyftongu podobny do polskiego o - druga część dyftongu bardziej przypomina polskie y; język nie może być podnoszony zbytnio w stronę /j/ | - w cockney początek dyftongu bardziej zamknięty - w Conservative RP początek dyftongu bardziej otwarty - w wymowie południa USA pierwszy element dyftongu dłuższy | - toy – tie - boy – bye - boys – buys - toil – tall                                |
| əʊ (występuje w RP) oʊ (występuje w GA) | əʊ thrown drove                                 | - dyftong rozpoczyna się w pozycji centralnej między półotwartą a półzamkniętą - język porusza się do góry i do tyłu w kierunku /ʊ/ - wargi w pozycji neutralnej, podczas artykulacji dyftongu zaokrąglają się - w nieakcentowanych sylabach może czasem ulegać monoftongizacji do pierwszego członu                                             | - w amerykańskiej odmianie dyftong rozpoczyna się samogłoską zbliżoną do polskiego o - może być uznana za podobną do polskiego eł lub oł w amerykańskiej wersji, jednak przy znacznie mniej wydatnym zaokrągleniu ust w porównaniu z ł                                                                                              | - w Conservative RP i w mowie mieszkańców Dublina początek dyftongu bardziej zaokrąglony i artykulacja bardziej tylna - w RP tendencja do monoftongizowania: goal → /gɜːl/ - zwłaszcza w angielszczyźnie amerykańskiej czasem uznaje się, że ulega monoftongizacji do [oː] - w wariancie australijskim początek bardziej otwarty - w cockney przesunięcie jest mniejsze i bez zaokrąglania warg                                                           | - ode – odd - ode – awed - code – cod - coke – cork - toe – toy - tone – town      |
| aʊ                                      | aʊ (wariant amerykański) brown cloud            | - dyftong rozpoczyna się pomiędzy pozycją tylną i przednią otwartą - język przesuwa się do góry i odrobinę do tyłu w kierunku /ʊ/ - pozycja warg zmienia się od neutralnie otwartych do lekko zaokrąglonych - niezbyt intensywny ruch szczęki | - początek podobny do polskiego a - drugi element o znacznie mniej wydatnym zaokrągleniu ust w porównaniu z ł | - początek dyftongu przedni w cockney i wymowie australijskiej - w Conservative RP koniec dyftongu przedni: house → [haɪs] - w wymowie szkockiej wymawiany jako monoftong – samogłoska zamknięta zaokrąglona: house → /huːs/ - w hrabstwach Somerset, Devon, w Kornwalii i Dublinie początek dyftongu przedni i półotwarty - początek dyftongu centralny w Kanadzie                                                                                       | - bow – bye - bow – bar - crowd – cried - owl – all - out – at - out – art         |
| ɪə                                      | ɪə here smear                                   | - dyftong rozpoczyna się od /ɪ/ - język porusza się do tyłu i w dół w stronę szwa /ə/ - wargi neutralne z lekkim ruchem od rozciągniętych w stronę neutralnych - występuje tylko w nierotycznych odmianach języka angielskiego (nie ma go w GA)                                                                                                  | - rozpoczyna się nieco niżej niż polskie i i nie zmiękcza spółgłosek - drugi element musi być krótki i wymawiany dość niewyraźnie - przejście między elementami jest płynne i szybkie | - w Conservative RP początek dyftongu bardziej otwarty - w emfatycznej wymowie RP koniec dyftongu mocny: here → [hjɑː] | - here – her - here – hare - we’re – wear                                          |
| eə (ɛː)                                 | eə pear                                         | - dyftong rozpoczyna się w pozycji przedniej półotwartej - język porusza się do tyłu w stronę szwa - wargi w pozycji neutralnej przez cały czas artykułowania dyftongu - występuje tylko w nierotycznych odmianach języka angielskiego (nie ma go w GA) - pierwszy element jest przedłużony, na tyle, że właściwie można je uznać za długie [ɛː] | - początek dyftongu bardziej otwarty niż polskie e | - w cockney początek dyftongu bardziej zamknięty - w Conservative RP początek bardziej otwarty - w Birmingham realizowany jako samogłoska centralna długa /ɜː/ - w Liverpoolu – samogłoska bardziej otwarta /ɛː/ - w wymowie szkockiej bardziej zamknięta samogłoska długa /eː/ | - fare – fur - pear – purr - mayor – may - laird – led - bared – bad - bared – bed |
| ʊə                                      |                                                 | - dyftong rozpoczyna się od /ʊ/ - język porusza się do przodu w stronę szwa - wargi słabo zaokrąglone i dążące do osiągnięcia pozycji neutralnej - występuje tylko w nierotycznych odmianach języka angielskiego (nie ma go w GA) | - drugi element musi być krótki i wymawiany dość niewyraźnie - przejście między elementami jest płynne | - zróżnicowany w RP, pierwszy człon dyftongu bardziej otwarty, często monoftongizowany do /ɔː/: sure → /ʃɔː/ | - tour – two - sure – shoe - sure – shore - fewer – fur                            |

W języku angielskim czasami stosuje się podział na dyftongi o stosunkowo długim przejściu (ślizgu) między tworzącymi je dźwiękami (wide diphthongs) oraz o krótkim przejściu (narrow diphthongs). Do tych drugich należy /oʊ/ (odpowiednik brytyjskiego /əʊ/) oraz /eɪ/. W amerykańskiej odmianie języka angielskiego pierwszy człon tych dwugłosek jest napięty, na nim opiera się artykulacja, a drugi człon jest rozluźniony, następuje nieznaczny ślizg. Niektórzy fonetycy, odnosząc się od amerykańskiej odmiany, zapisują te dwugłoski jako jednogłoski (monoftongi), tzn. /eɪ/ jako długie /e/ (/eː/) i /oʊ/ jako długie /o/ (/oː/), zwłaszcza w pozycji nieakcentowanej. W związku z tym niektórzy w przypadku słów beˈlow i ˈbellow w obu stosują zapis /oʊ/, inni sugerują rozróżnienie w nich /oʊ/ i /o/, a jeszcze inni uznają za satysfakcjonującą konwencję zapisu przez /o/ w transkrypcji fonemicznej w obu przypadkach. Może to jednak prowadzić do nieporozumień.

### Częstotliwość samogłosek i dyftongów wRP
Na 39% samogłosek w stosunku do wszystkich dźwięków w Received Pronunciation najczęściej używane są /ə/ oraz /ɪ/ – odpowiednio 10,74% i 8,33%. Następna w klasyfikacji /ɛ/ ma częstość występowania 2,97%. Wynik ten jest spowodowany występowaniem szwa w większości nieakcentowanych sylab w języku, w którym jest proporcjonalnie wiele nieakcentowanych sylab. Drugie miejsce samogłoski /ɪ/ spowodowane jest jej występowaniem zarówno w sylabach akcentowanych jak i nieakcentowanych. Podobne badania przeprowadzone na tekstach RP i GA (wziąwszy pod uwagę rozbieżności między tymi odmianami) dają zbliżone wyników  zakresie pierwszych pięciu dźwięków. Oto pełna tabela:
| Samogłoska | %     | Samogłoska | %    |
| ---------- | ----- | ---------- | ---- |
| /ə/        | 10,74 | /ɔː/       | 1,24 |
| /ɪ/        | 8,33  | /uː/       | 1,13 |
| /ɛ/        | 2,97  | /ʊ/        | 0,86 |
| /aɪ/       | 1,83  | /ɑː/       | 0,79 |
| /ʌ/        | 1,75  | /aʊ/       | 0,61 |
| /eɪ/       | 1,71  | /ɜː/       | 0,52 |
| /iː/       | 1,65  | /eə/       | 0,34 |
| /əʊ/       | 1,51  | /ɪə/       | 0,21 |
| /æ/        | 1,45  | /ɔɪ/       | 0,14 |
| /ɒ/        | 1,37  | /ʊə/       | 0,06 |

## Tryftongi

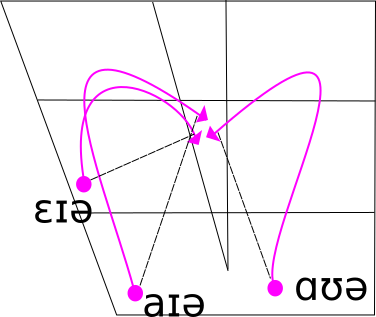

W brytyjskich akcentach oprócz systemu dyftongów wyróżnia się czasem trzy tryftongi (trójgłoski): /aʊə/, /aɪə/ i /eɪə/, jak w wyrazach odpowiednio power, fire i layer. Niektórzy fonetycy wyróżniają ich pięć: /eɪə aɪə ɒɪə aʊə əʊə/. Wszystkie z nich są centrujące, a ich zakończeniem jest szwa. Przykładowo dyftong /aʊə/ rozpoczyna się samogłoską otwartą tylną, po czym w środkowej fazie przechodzi do przymkniętej, jednak faza /ʊ/ jest krótka. Podobnie w środkowej fazie zachowuje się trójgłoska /aɪə/, który rozpoczyna się samogłoską otwartą przednią i w środkowej fazie zahacza o samogłoskę przymkniętą przednią, zbliżoną do /ɪ/.
Podczas ich wymowy ważny jest początek dyftongu i jego koniec – środkowy dźwięk we współczesnej brytyjskiej angielszczyźnie jest prawie niesłyszalny poza bardzo staranną wymową. Nie zawsze jest jasne, czy tryftong w odczuciu mówców stanowi jedną czy dwie sylaby. Przykładowo takie wyrazy jak fire /faɪə/, hour /aʊə/ użytkownicy Received Pronunciation uważają za jednosylabowe, a player /pleɪə/ czy slower /sləʊə/ – za dwusylabowe.
Dlatego w normalnym, szybkim tempie wypowiedzi tryftongi są jednak zwykle upraszczane do dyftongów. Pomijania jest wówczas środkowa faza trójgłoski. Zatem z dźwięków /aʊə/, /aɪə/ i /leɪə/ powstają dyftongi [aə], [aə] i [eə], a wyrazy power, fire i layer w praktyce wymawiane są odpowiednio: [paə], [faə] i [leə]. Niekiedy redukcja posuwa się jeszcze bardziej i dochodzi do zjawiska monoftongizacji, czyli zastąpienia trójgłoski długą samogłoską. Wyrazy power, fire mogą zatem brzmieć w wymowie [pɑː], [fɑː] (dokładnie tak samo jak brzmią wyrazy par, far).

## Spółgłoski

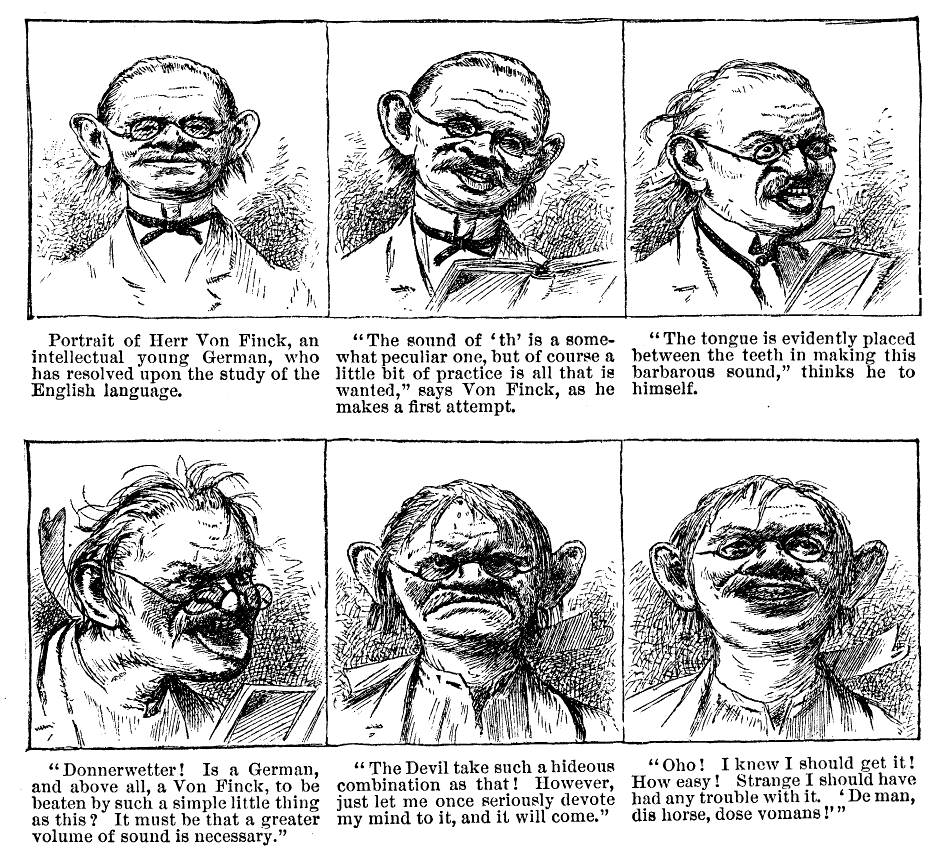
Komiks Arthura Burdetta Frosta z 1879 przedstawiający Niemca próbującego wymówić „th” w języku angielskim

Angielski system spółgłoskowy jest bliższy polskiemu niż samogłoskowy, choć istnieją spółgłoski charakterystyczne dla tego języka oraz zbliżone, różniące się miejscem artykulacji w porównaniu np. z polskimi: /d/, /t/ i /n/ jest wymawiane z językiem przyciśniętym do wału dziąsłowego, a nie zębów. Spółgłoski dźwięczne w zapisie są dźwięczne w wymowie, a ubezdźwięcznienie powoduje zmianę znaczenia wyrazu (para minimalna), np. /lɛt/ – /lɛd/.

### Sposób i miejsce artykulacji spółgłosek
Spółgłoski różnią się między sobą przynajmniej jedną z następujących cech: miejscem artykulacji, sposobem artykulacji, wreszcie silą artykulacji, czyli dźwięcznością.
Pod względem siły artykulacji spółgłoski dzielą się na mocne (fortis) i słabe (lenis). Mocne są spółgłoski bezdźwięczne, a słabe – dźwięczne.
|                     | dwu- wargowe | dwu- wargowe | wargowo- zębowa | wargowo- zębowa | zębowa | zębowa | dziąsłowe | dziąsłowe | za- dziąsłowe | za- dziąsłowe | pod- niebienne | pod- niebienne | welarne | welarne | krtaniowe | krtaniowe |
| ------------------- | ------------ | ------------ | --------------- | --------------- | ------ | ------ | --------- | --------- | ------------- | ------------- | -------------- | -------------- | ------- | ------- | --------- | --------- |
| nosowe              |              | m            |                 |                 |        |        |           | n         |               |               |                |                |         | ŋ       |           |           |
| zwarte              | p            | b            |                 |                 |        |        | t         | d         |               |               |                |                | k       | ɡ       |           |           |
| zwarto- szczelinowe |              |              |                 |                 |        |        | tʃ        | dʒ        |               |               |                |                |         |         |           |           |
| szczelinowe         |              |              | f               | v               | θ      | ð      | s         | z         | ʃ             | ʒ             |                |                |         |         | h         |           |
| aproksymanty        |              |              |                 |                 |        |        |           | l         |               | ɹ             |                | j              |         | w       |           |           |

### Przegląd spółgłosek angielskich
W tabeli przedstawiono wszystkie spółgłoski angielskie pełniące rolę fonemiczną. W opisie podano wersję wymowy dla Received Pronunciation, warianty lokalne omówiono w osobnej rubryce tabeli.
| Dźwięk | Pozycja języka i przykład dźwiękowy | Opis | Porównanie z polskim | warianty regionalne | Pary minimalne                                                                      |
| ------ | ----------------------------------- | --- | --- | --- | ----------------------------------------------------------------------------------- |
| p b    | p pink b a bottle                   | - /p/ silne (fortis), /b/ słabe (lenis) - głoski wargowe wybuchowe - zwarcie wargi górnej i dolnej - /b/ półdźwięczne w pozycji wygłosowej | - zasadniczo nie istnieją większe różnice - na początku sylaby akcentowanej /p/ wymawiany jest z przydechem ([pʰ]) - głoska /b/ wymawiana jest nieco mniej energicznie niż w polszczyźnie | - nie notuje się większych różnic, może się jedynie zmieniać siła plozji | - rip – rib - pin – bin - cap – cab                                                 |
| t d    | t table d door                      | - /t/ silne, /d/ słabe - podniesione podniebienie miękkie - język dotyka wału dziąsłowego i w początkowej fazie odgradza strumień powietrza - układ warg wywołany jest przez następującą samogłoskę (rozciągnięte dla tea, zaokrąglone przy door) - pozycja języka jest modulowana przez następującą samogłoskę, np. przesunięcie do tyłu przy try, pozycja zębowa przy eight - łatwo upodabniają się na końcu słowa lub sylaby do odpowiednio /p/, /k/ lub /g/, /b/, jeśli następują po nich spółgłoski wargowe lub welarne | - przy wymowie polskiego /t/ i /d/ język dotyka górnych zębów (spółgłoska zębowa), natomiast angielskie odpowiedniki są dziąsłowe – język dotyka wału dziąsłowego - na początku sylaby akcentowanej /t/ wymawiany jest z przydechem ([tʰ]) | - w amerykańskiej odmianie /t/ i /d/ w pewnych kontekstach fonetycznych, zwłaszcza po samogłosce, a jednocześnie przed nieakcentowaną samogłoską wymawiane są właściwie jako dźwięk [ɾ] oznaczany też jako [t̬] (tzw. flap lub tap) - w odmianie irlandzkiej jest zębowe (jak w polszczyźnie) - w pewnych brytyjskich akcentach miejskich /t/ jest często zastępowane zwarciem krtaniowym, zwłaszcza przed /n/, jak w wyrazie button i w pozycji wygłosowej | - tick – dick - lit – lid - bit – bid                                               |
| k g    | k the king g garlic                 | - /k/ silne, /g/ słabe - język dotyka podniebienia miękkiego, przed artykulacją odgradzając go od strumienia egresywnego - jakość zależy od następującej samogłoski, ‘k’ w wyrazie keen jest wysunięte dużo bardziej do przodu, dotykając podniebienia twardego, w przeciwieństwie do wymowy np. car - pozycja warg pod wpływem następnego wymawianego dźwięku, rozciągnięte przy keen, zaokrąglone przy cook | - w zasadzie identyczne z polskimi - na początku sylaby akcentowanej /k/ wymawiany jest z przydechem ([kʰ]) - głoska /g/ wymawiana jest nieco mniej energicznie niż w polszczyźnie | - brak ważnych wariantów regionalnych poza siłą wydechu po plozji | - wick – wig - Kim – gym - lack – lag                                               |
| θ ð    | θ thorn ð they                      | - /θ/ silne, /ð/ słabe - podniebienie miękkie uniesione - czubek języka i krawędzie boczne wchodzą w luźny kontakt z wewnętrzną powierzchnią górnych siekaczy - u niektórych język wciska się między zęby - zaokrąglenie warg zależy od sąsiadującej z dźwiękiem samogłoski: rozciągnięte przy thief, heath, zaokrąglone w though, oath | - głoska nie istnieje w języku polskim i nie jest zastępowalna ani przez d, t, ani przez f, w, ani s, z - nie jest trudna do opanowania, choć może wymagać ćwiczeń – spłaczony czubek języka należy umieścić pod górnymi zębami i wydychać silny strumień powietrza; wargi nie biorą udziału w artykulacji - /θ/ jest spółgłoską bezdźwieczną, a /ð/ – dźwięczną (dodatkowo drgają struny głosowe) | - w gwarach londyńskich zastępowane przez wargowo-zębowe /f/ - w wymowie irlandzkiej zastępowane przez zębowe /t/ i /d/ - w mowie potocznej w zbitkach bywa pomijane clothes → /kləʊz/ | - thorn – torn - tick – thick - thug – fug - thug – tug                             |
| s z    | s to see z zebra                    | - /s/ silne, /z/ słabe - podniebienie miękkie uniesione - koniec języka i przednia część jego górnej powierzchni wchodzą w luźny kontakt z wałem dziąsłowym - brzegi języka wchodzą w kontakt z zębami bocznymi - powietrze przedostaje się przez wąski rów biegnący przez środek języka - zaokrąglenie warg zależy od sąsiadującej samogłoski, rozciągnięte przy see, ease, zaokrąglone przy soup | - angielskie /s/ i /z/ mają dla polskiego odbiorcy lekko „sepleniący” charakter, co jest efektem dziąsłowej wymowy; w polszczyźnie język przy ich wymowie zbliża się do zębów | - na zachodzie Anglii (Kornwalia, Devon, Somerset) /s/ wymawiane słabo, bliskie /z/ | - see – she - sip – zip - zoo – shoe - sat – that                                   |
| ʃ ʒ    | ʃ shoes ʒ leisure                   | - /ʃ/ silne, /ʒ/ słabe - podniebienie miękkie podniesione - koniec języka i przednia część jego górnej powierzchni wchodzą w luźny kontakt z wałem dziąsłowym - przód języka podniesiony w stronę podniebienia miękkiego - boczne krawędzie języka dotykają górnych bocznych zębów - brzmią luźniej niż /s/ i /z/ - zaokrąglenie warg zależy od sąsiadującej samogłoski, rozciągnięte przy she, dish, zaokrąglone przy shoe | - usta przy wymowie polskich odpowiedników są bardziej zaokrąglone - /ʃ/ wymawiane w połowie drogi między polskim sz i ś; natomiast /ʒ/ – między ż a ź | - brak istotnych różnic regionalnych - w niektórych wyrazach, np. issue, appreciate niektórzy wymawiają /sj/, /zj/ - /ʒ/ bywa zastępowane przez /dʒ/ w wygłosie w takich wyrazach jak garage, rouge | - short – short - shin – thin - dish – ditch - ruse – rouge                         |
| f v    | f food v very                       | - /f/ silne, /v/ słabe - podniebienie miękkie podniesione - lekki kontakt dolnej wargi z górnymi zębami | - wymowa jest identyczna jak przy polskich sþółgłóskach w i f | - w zachodnich hrabstwach: Somerset, Devon, Kornwalia /f/ artykułowane słabo, zbliżone do /v/ - /f/ pomijane w mowie potocznej przy artykulacji takich wyrażeń jak cup o’tea | - fan – van - leaf – leave - Finn – thin - van – than                               |
| tʃ dʒ  | tʃ cheese dʒ jam                    | - /tʃ/ silne, /dʒ/ słabe - podniebienie miękkie podniesione - czubek języka blisko przy wale dziąsłowym - boczne krawędzie języka przy zębach bocznych - przód języka podniesiony aż do podniebienia twardego tak, że po otwarciu powietrze modulowane jest przez podniebienie twarde i wał dziąsłowy - pozycja warg zależy od sąsiadujących samogłosek, choć niektórzy zawsze zaokrąglają wargi przy artykulacji | - /tʃ/ wymawiane w połowie drogi między polskim cz i ć; natomiast /dʒ/ – między dż a dź | - nie ma istotnego zróżnicowania regionalnego; niektórzy używający RP zastępują te dźwięki przez /tj/ i /dj/ w takich wyrazach jak statue, tune, due | - chip – ship - chip – tip - John – don - Jeep – cheap                              |
| h      | h he hoax                           | - podniebienie miękkie podniesione - egresywny (wydychany) strumień powietrza wytwarza słyszalne tarcie przy przechodzeniu przez otwarte struny głosowe - dokładna barwa zależy od pozycji języka przygotowanego do wymówienia następującej po /h/ samogłoski - z natury bezdźwięczne, może być lekko dźwięczne między dwiema samogłoskami, np. aha - występuje tylko w nagłosie i przed samogłoską | - artykulacja polskiego h wymaga więcej energii; angielskie jest właściwie łagodnym wydechem - przy polskim h język zbliża się do podniebienia miękkiego, w artykulacji angielskiej zajmuje pozycję neutralną lub podobną jak w następującej po nim samogłosce | - pomijany w wielu regionalnych akcentach angielszczyzny, a zjawisko to często uważane jest za jeden z głównych przejawów „nieedukowanej” angielszczyzny brytyjskiej | - hip – ship - whore – or - hi – I                                                  |
| l ɫ    | l lake ɫ small                      | - istnieją dwa rodzaje /l/: clear l (l „jasne” lub „wysokie”) i dark l (tzw. l „ciemne” lub „niskie”) - podniebienie miękkie podniesione - koniec języka przywiera do wału dziąsłowego, powodując zamknięcie z przodu – powietrze wydostaje się po obu stronach języka - zazwyczaj dźwięczne; wariant bezdźwięczny pojawia się po mocnych spółgłoskach (fortis), np. w wymowie please, sleep - w dark l tył języka podniesiony w kierunku podniebienia miękkiego - pozycja warg zależy od sąsiadujących samogłosek, np. rozciągnięta w leap, zaokrąglona w pool - sylabiczna natura l umożliwia jej występowanie w funkcji zgłoskotwórczej, np. bottle /bɒtl̩/ | - dark l brzmi jak polskie ł w dawnej wymowie scenicznej i kresowej; od jasnego l różni się tylko pozycją tylnej części języka | - w brytyjskiej angielszczyźnie clear l pojawia się przed samogłoską (np. leap), a dark l w pozostałych pozycjach (np. pool); w amerykańskiej angielszczyźnie właściwie we wszystkich pozycjach występuje dark l - w wariancie cockney i londyńskim wariancie RP ciemne [ɫ] staje się często tylną samogłoską, zwłaszcza wymawianą przy zaokrągleniu warg, stąd peel może brzmieć bardziej jak [piːo] - w niektórych dialektach szkockich, podobnie jak to ma zwykle miejsce w amerykańskich odmianach, występuje wyłącznie dark l, natomiast w niektórych irlandzkich występuje wyłącznie clear l - w amerykańskiej angielszczyźnie czasem występuje zgłoskotwórcze /l̩/ tam, gdzie w RP występuje zauważalna samogłoska, np. w missile (RP /ˈmɪs.aɪl/, GA /ˈmɪs.ᵊl/ wymowaⓘ), fertile | - pill – pit - sill – sip - dull – dour                                             |
| ɹ (r)  | ɹ river                             | - podniebienie miękkie podniesione - czubek języka blisko tyłu wału dziąsłowego, ale go nie dotyka - tył krawędzi bocznych języka dotyka górnych zębów trzonowych - środkowa część języka obniżona - pozycja warg często ulega wpływowi sąsiadującej samogłoski; rozciągnięta w rim, zaokrąglona w roof; niektórzy wymawiają zawsze z zaokrąglonymi wargami - staje się spółgłoską trącą kiedy poprzedza ją /d/, np. drive - jest dźwięczna, ale ubezdźwięczniona po /p/, /t/, /k/, np. w wyrazie pry | - przy jej wymowie czubek języka zbliża się do wału dziąsłowego, ale w żadnym momencie go nie dotyka, tymczasem w polszczyźnie uderza o niego szybko jednokrotnie lub kilkakrotnie | - ma najwięcej wariantów ze wszystkich angielskich spółgłosek - istnieje podział na akcenty rotyczne i nierotyczne - wymowie amerykańskiej, południowoazjatyckiej i w południowo-zachodniej Anglii czubek języka może być lekko zwinięty do tyłu - spółgłoska drżąca lub uderzeniowa po wale dziąsłowym zdarza się w Walii i Szkocji oraz czasem w stylizowanej brytyjskiej mowie scenicznej - wymowa języczkowa spotykana jest w Anglii północno-zachodniej i w Szkocji - we wczesnym XIX w. modne było zastępowanie /r/ przez /w/ - w brytyjskim wariancie pojawia się r intruzyjne (wstawne), np. w America(r)and China i może spotykać się z krytyką - w Conservative RP r pomiędzy samogłoskami może być realizowane jako [ɾ] (tap), np. w very, sorry                            | - rip – lip - red – wed                                                             |
| n      | n Northampton                       | - spółgłoska nosowa - podniebienie miękkie obniżone - zamknięcie przez czubek języka i krawędzie boczne na wysokości wału dziąsłowego i bocznych zębów górnej szczęki - pozycja warg pod wpływem sąsiedniej samogłoski, wargi rozciągnięte z neat, zaokrąglone w noon - pozycja czubka języka pod wpływem miejsca artykulacji następnej spółgłoski: zamknięcie wargowo-zębowe pod wpływem /f/ i /v/, np. infant, dwuwargowe przed p i b - spółgłoska może zachowywać się zgłoskotwórczo, np. button /ˈbʌtn/ | - polski odpowiednik wymawiany z czubkiem języka opartym o tylną ścianę górnych zębów, natomiast w angielszczyźnie dotyka wału dziąsłowego | - nie ma istotnych wariantów regionalnych bądź społecznych | - Nat – mat - Tim – tin                                                             |
| ŋ      | ŋ sing                              | - spółgłoska nosowa, dźwięczna - podniebienie miękkie obniżone - zamknięcie w jamie ustnej przez tył języka przywierający do podniebienia miękkiego - język wysunięty jest bardziej do przodu, jeśli spółgłoska następuje po samogłosce przedniej, np. sing - pozycja warg zależy od poprzedzającej samogłoski, rozciągnięta w przypadku sing, zaokrąglona przy song - często poprzedza /k/ i /g/ w takich słowach jak sing czy angry | - występuje w takich wyrazach jak mąka, ręka, kangur - w języku polskim występuje tylko w parze ze spółgłoskami tylnojęzykowymi, natomiast w języku angielskim także w pozycji przed samogłoskami i przed pauzą | - w Midlands i północnej Anglii wymawiany jako /ŋg/ - końcówka -ing w Conservative RP wymawiana jest /ɪn/: huntin’ and shootin’. Obecnie taka wymowa uważana jest za przejaw „nieedukowanej” angielszczyzny | - king – kin - sun – sung - feeling – feel in - winging – winning - singer – sinner |
| m      | m morning                           | - spółgłoska nosowa - podniebienie miękkie obniżone - warga dolna i górna zwarte - spółgłoska dźwięczna, okazjonalne ubezdźwięcznienie głównie po /s/, np. w smile - zamknięcie wargowo-zębowe, jeśli po /m/ następują /f/ lub /v/, w takich wyrazach jak comfort, amphetamine - spółgłoska może pełnić funkcję zgłoskotwórczą /m̩/, w takich wyrazach jak Clapham /ˈklæpm̩/ | - w zasadzie identyczna z polską m | - nie notuje się ważniejszych wariatów regionalnych | - simmer – sinner - map – nap - Tim – tin                                           |
| w      | w window                            | - podniebienie miękkie podniesione - język w pozycji samogłoski tylnej zamkniętej - wargi zaokrąglone z większą siłą niż przy /uː/ - dźwięczna, może występować w kontekście ubezdźwięczniającym po mocnych spółgłoskach: sweet, twice | - odpowiada polskiemu niezgłoskotwórczemu u /u̯/, czyli spółgłosce ł | - niektóre dialekty, np. szkocki, a także Conservative RP mają wariant bezdźwięczny [hw] lub [ʍ] w takich słowach jak while; może on pełnić funkcję fonemiczną (pozwalać na odróżnienie wyrazów), np. whales – Wales. Zobacz: wymowa dwuznaku ⟨wh⟩ w języku angielskim - w dialekcie cockney i niektórych innych może zastępować samogłoskę w takich słowach jak door → [dowə] |                                                                                     |
| j      | j yesterday                         | - podniebienie miękkie podniesione - język w pozycji samogłoski przedniej zamkniętej - pozycja warg wymuszona przez następującą samogłoskę, np. wargi rozwarte przy year, a zaokrąglone przy you - większy nacisk niż w przypadku /iː/, np. w parze yeast – east - po spółgłoskach mocnych ma tendencje do ubezdźwięczniania, np. pure, huge | - środkowa część języka nie jest uniesiona tak wysoko jak w przypadku polskiego j; polskie j bywa wręcz określane niesylabicznym i, ponieważ język znajduje się tak wysoko jak przy wymawianiu tej samogłoski | - po niektórych spółgłoskach, zwłaszcza /s/ i /l/ spotyka się w RP oboczności /juː/ – /uː/, np. suit → /suːt/ i /sjuːt/, salute → /saljuːt/ i /saluːt/ - w niektórych wariantach regionalnych /sj/, /zj/, /tj/, /dj/ zastępowane jest przez /ʃ/, /ʒ/, /tʃ/, /dʒ/ w takich wyrazach jak issue, statue, educate - w niektórych dialektach może zastępować samogłoskę w takich wyrazach jak where [wejə] |                                                                                     |

W angielszczyźnie wymowa spółgłosek /t/, /d/, /s/, /z/, /n/, /l/ jest dziąsłowa, język dotyka wału dziąsłowego podczas ich wymowy. Tymczasem w polszczyźnie przy wymowie tych głosek język dotyka tylnej ściany górnych zębów. Te angielskie mogą jednak stać się zębowe, gdy znajdują się w pozycji przed międzyzębowymi /θ/ i /ð/.

### Rozróżnienie samogłosek i spółgłosek
W języku angielskim, jak wielu innych indoeuropejskich, fundamentalne jest rozróżnienie między samogłoskami i spółgłoskami. Ich rola jest różna w zależności od sposobu ujęcia, fonetycznego bądź fonologicznego. Pod względem fonologicznym niektóre spółgłoski mogą zachowywać się jak samogłoski, to znaczy stanowić ośrodek sylaby.
Dźwięki /j/ i /w/ w odpowiednio yes → /jes/, we → /wiː/ zachowują się jak spółgłoski, ale na początku ich wymowy można usłyszeć bardzo krótkie samogłoski, odpowiednio /i/ lub /u/. Dlatego też czasami nazywa się je półsamogłoskami. Niektóre spółgłoski, sonoranty, można wypowiadać w sposób ciągły bez słyszalnego tarcia, podobnie jak samogłoski. Należą do nich spółgłoski nosowe /m/, /n/, /ŋ/ oraz /l/ i /r/, które czasem mogą pełnić funkcję zgłoskotwórczą (tworzyć sylabę bez udziału innych samogłosek).

### Częstotliwość występowania spółgłosek wRP
Na 60,78% spółgłosek w stosunku do wszystkich dźwięków w Received Pronunciation najczęściej są używane /n/ oraz /t/ – odpowiednio 7,58% i 6,42%. Wyniki tego badania jak i innych pozwalają na wyodrębnienie pięciu grup: 
- /n/, /t/, /d/, /s/, /l/, /r/ (przy czym w General American /r/ wymawia się częściej w związku z jego występowaniem przed spółgłoskami i na końcu wyrazów)
- /ð/, /k/, /m/, /w/, /z/
- /p/, /b/
- /f/, /v/, /h/, /j/, /g/, /ŋ/
- /θ/, /ʃ/, /ʒ/, /tʃ/, /dʒ/

Oto pełna tabela:
| Spółgłoska | %    | Spółgłoska | %    |
| ---------- | ---- | ---------- | ---- |
| /n/        | 7,58 | /b/        | 1,97 |
| /t/        | 6,42 | /f/        | 1,79 |
| /d/        | 5,14 | /p/        | 1,78 |
| /s/        | 4,81 | /h/        | 1,46 |
| /l/        | 3,66 | /ŋ/        | 1,15 |
| /ð/        | 3,56 | /g/        | 1,05 |
| /r/        | 3,51 | /ʃ/        | 0,96 |
| /m/        | 3,22 | /j/        | 0,88 |
| /k/        | 3,09 | /dʒ/       | 0,60 |
| /w/        | 2,81 | /tʃ/       | 0,41 |
| /z/        | 2,46 | /θ/        | 0,37 |
| /v/        | 2.00 | /ʒ/        | 0,10 |

## Defonologizacja głosek
nieodróżnianie głosek /ɑ/ i /ɔ/ przy ich tworzeniu i odbiorze
     odróżnianie głosek /ɑ/ i /ɔ/ przy ich tworzeniu i odbiorze
     odróżnianie głosek /ɑ/ i /ɔ/ przy ich tworzeniu lub odbiorze
     stan przejściowy w zdolności rozróżniania głosek /ɑ/ i /ɔ/

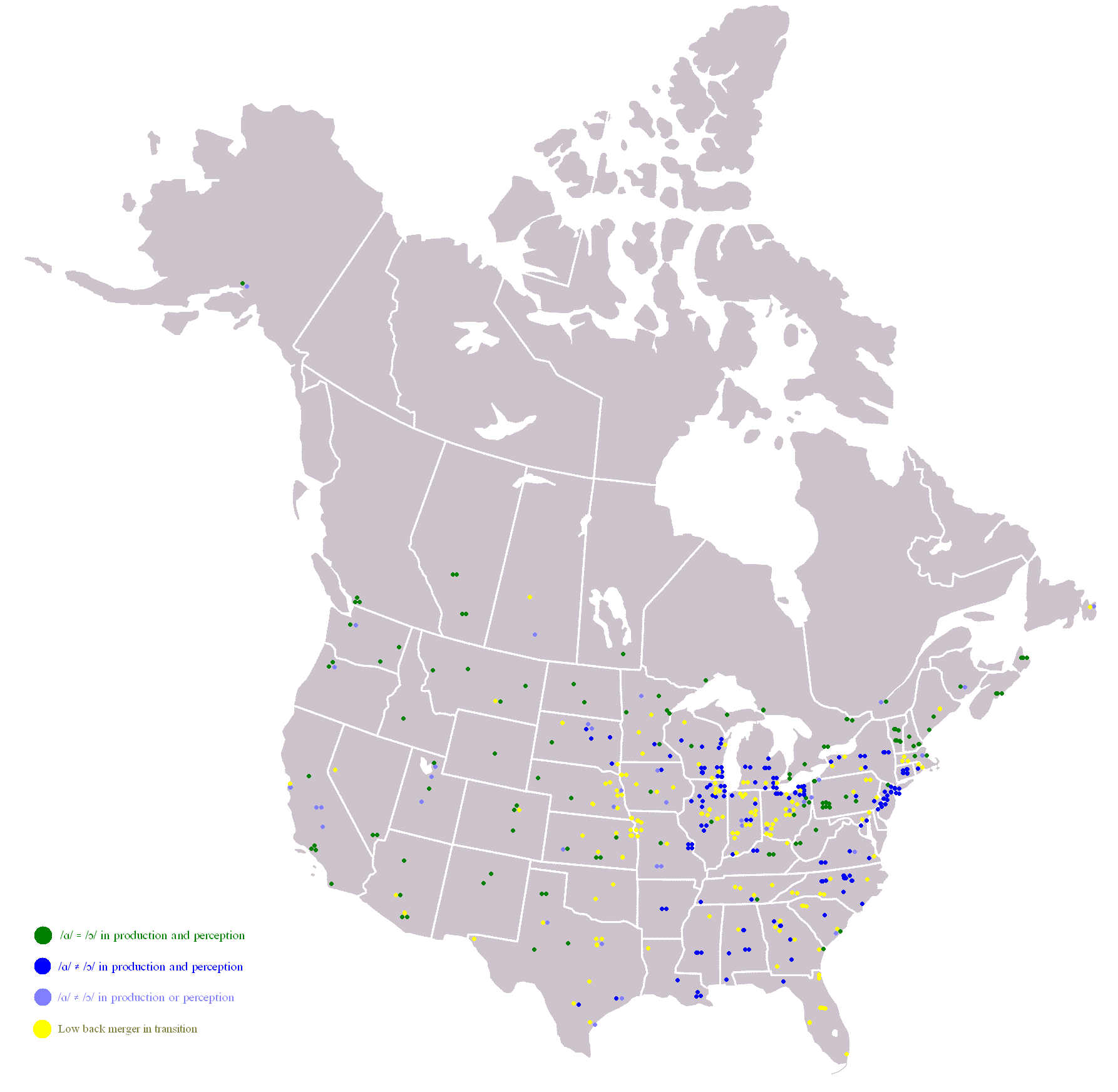
Rozprzestrzenienie się cot-caught merger na mapie USA i Kanady
nieodróżnianie głosek /ɑ/ i /ɔ/ przy ich tworzeniu i odbiorze
odróżnianie głosek /ɑ/ i /ɔ/ przy ich tworzeniu i odbiorze
odróżnianie głosek /ɑ/ i /ɔ/ przy ich tworzeniu lub odbiorze
stan przejściowy w zdolności rozróżniania głosek /ɑ/ i /ɔ/

Zasięg występowania pin-pen merger w USA

Defonologizacja głosek (ang. phonemic merger) polega na tym, że zanika różnica w wymowie między dwiema głoskami – zaczyna wymawiać się je tak samo. Taka defonologizacja może być warunkowa (zachodzić tylko w określonych kontekstach fonetycznych) lub bezwarunkowa (we wszystkich kontekstach). Za jedno z najbardziej zauważalnych i rozprzestrzenionych zjawisk tego typu uznaje się tzw. cot–caught merger, przykład bezwarunkowej defonologizacji. Polega ona na wymowie głosek /ɑ/ i /ɔ/ w taki sam sposób, przez co pary wyrazów typu lot–thought, Dawn-Don, hawk-hock zawierają tak samo brzmiącą samogłoskę. Taki sposób wymowy jest obecny w wielu amerykańskich akcentach, jest dominujący we wschodniej części Nowej Anglii, w Kanadzie, Zachodniej Pensylwanii, zachodniej części USA, a także w szkockiej odmianie języka angielskiego.
Wśród warunkowych defonologizacji najdynamiczniej rozprzestrzenia się w amerykańskich akcentach pin-pen merger, tj. wymawianie głosek /ɪ/ i /ɛ/ tak samo (zwykle jako /ɪ/), ale wyłącznie w pozycji przed nosowymi spółgłoskami. Zjawisko to występuje głównie w południowej części USA.
Głoski /æ/, /ɛ/ i dyftong /eɪ/ w pozycji przed interwokalicznym (otoczonym samogłoskami) „r” na przeważającym obszarze USA brzmią tak samo. W związku z tymi nie ma rozróżnienia między wyrazami Mary, merry i marry (Mary–merry merger). W RP w związku z przekształceniem się /eə/ w [ɛː] różnica między Mary a merry oraz fairy i ferry, zwłaszcza wśród młodszych użytkowników języka, sprowadza się do różnicy długości samogłoski.
Jako przykład defonologizacji odnotowuje się także zjawisko ujednolicania wymowy samogłosek w nieakcentowanych sylabach, zwłaszcza /ɪ/ i /ʊ/, i wypowiadania wszystkich jako /ə/ (tzw. weak vowel merger). Jest ono znane w angielszczyźnie amerykańskiej, australijskiej i obserwuje się coraz częściej w angielszczyźnie brytyjskiej, w tym w RP.
Defonologizacje głosek zachodziły w języku angielskim także w przeszłości, przykładowo głoski /æː/ oraz /eː/ występujące w języku staroangielskim połączyły się, dając we współczesnym angielskim głoskę /iː/ jak w wyrazach clean i meet

## Sylaba
Sylaba jest złożeniem samogłosek i spółgłosek o specyficznej strukturze. Najkrótsze sylaby mogą być złożone z jednej samogłoski lub dyftongu, jak w przypadku wyrazów I, oh, eye. Zdecydowana większość sylab angielskich tworzy kombinacja samogłosek (V) i spółgłosek (C). Istnieje wiele możliwych ich kombinacji w obrębie sylaby:
- CV np. go
- VC np. up
- CVC np. cat
- CCVCC np. stops
- CCCV np. screw

i wiele innych. Słowo może być złożone z jednej sylaby (monosylaba, słowo monosylabiczne), jak i większej liczby sylab (słowo polisylabiczne).

### Struktura sylaby

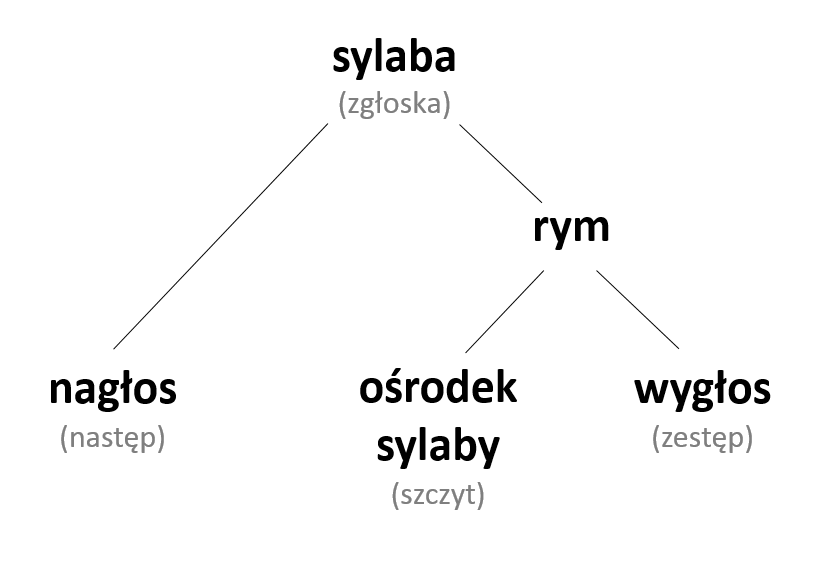
Struktura sylaby

Sylaby formowane są w specyficzny sposób, przy zastosowaniu zbioru zasad i warunków, niektórych obligatoryjnych, niektórych dodatkowych. Oto podstawowe zależności zachodzące w angielskiej sylabie:
- Każda sylaba musi zawierać ośrodek sylaby, którym jest samogłoska lub półsamogłoska. Stanowi on centrum dźwiękowe sylaby, a jej dźwięczność można przedstawić w następujący sposób[148]:

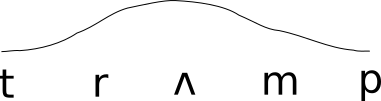

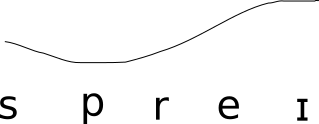

Liczba sylab w wyrazie zależy od liczby ośrodków, i tak wyraz polysyllabic ma pięć samogłosek, zatem musi być złożony z pięciu sylab. W wersji minimalnej sylaba złożona jest wyłącznie z jednego ośrodka. Wyjątkowo rzadko sylaba składa się wyłącznie ze spółgłosek: shhh, mmmm
- Ośrodek mogą poprzedzać spółgłoski, które tworzą początek sylaby (nagłos, ang. onset), np. me, play. Zwykle nazywa się je sylabami otwartymi. W przypadku układu CCCV, pierwszą spółgłoską musi być /s/[149], np. strip
- Wiele sylab nie kończy się ośrodkiem, ale spółgłoską bądź kombinacją spółgłosek po nim następującą. Jest to tzw. wygłos (ang. coda): ants, am.
- Wiele sylab ma strukturę nagłos + ośrodek sylaby + wygłos, np. cat
- kombinacja ośrodek + wygłos ma zdolność rymotwórczą, stąd tę część nazywa się rymem (ang. rhyme): jump, clump

Istnieją znaczące różnice między wymową sylaby a jej realizacją graficzną (zapisem). I tak np. wyraz ooze /uːz/ kończy się na spółgłoskę i jest sylabą otwartą o strukturze VC, podczas gdy w zapisie kończy się na -e. Podobnie all ma strukturę VC, jumped /dʒʌmpt/ CVCCC a fox /fɒks/ odpowiednio CVCC.

### Granice sylaby
W języku angielskim nie zawsze jest jasne, kiedy kończy się jedna sylaba, a zaczyna następna, i w niektórych przypadkach możliwych jest kilka opcji.
- W przypadku np. wyrazu extra /ˈekstrə/ układy V-CCCCV ani VCCCC-V nie są możliwe, natomiast możliwe są układy VC-CCCV, VCC-CCV i VCCC-CV. Choć najczęstsze układy spotykane w praktyce to /ˈek strə/ i /ˈeks trə/, to jednak żadnego nie można uznać za bardziej poprawny[147].
- Część rozwiązań zależy od instynktu gramatycznego u mówiącego, np. w przypadku standing podział na sylaby może zależeć od chęci zostawienia pierwotnego podziału temat + końcówka[147].

## Akcent
Język angielski zalicza się zwykle do typowych języków o rytmie akcentowym (stress-timed language), co wiąże się ze zmiennym wzorcem pozycji akcentów i redukcją samogłosek. Rytm języka angielskiego opiera się na dużym kontraście sylab akcentowanych i nieakcentowanych. Sylaby akcentowane są wymawiane głośno, wyraźnie i dłużej w porównaniu do sylab nieakcentowanych, które ulegają redukcji. Te mocne, akcentowane sylaby występują w miarę możliwości w regularnych odstępach czasowych, a pomiędzy nimi upakowane są sylaby nieakcentowane. Dlatego też w zależności od tego, ile sylab nieakcentowanych trzeba zmieścić pomiędzy akcentowanymi, długość wymawiania sylab może być zmienna.
W języku angielskim w większości nieakcentowanych sylab przeważają tylko dwie samogłoski – neutralna głoska schwa /ə/ (którą spotkać można wyłącznie w nieakcentowanych sylabach) oraz /ɪ/, jednak w szybkiej mowie i ona może ulec dalszej redukcji do /ə/.
Można wyróżnić się dwa rodzaje akcentu: akcent wyrazowy i akcent zdaniowy.

### Akcent wyrazowy
Akcentem wyrazowym jest wyrazistsze wymówienie jednej sylaby, na przykład w słowie device akcent pada na drugą sylabę. Akcent wyrazowy jest niejednolity, jak również ma funkcję dystrybutywną; to produce /tə prəˈdjuːs/ akcentowane na ostatnią sylabę oznacza „produkować”, podczas gdy some produce /sʌm ˈprɒdjuːs/ to produkty rolne (owoce i warzywa).

#### Przesunięcie akcentu
Z reguły dodanie do wyrazu końcówki nie zmienia akcentu (np. 'comic → 'comical). Istnieją jednak wyjątki:
- 'heretic     → he'retical
- 'rhetoric    → rhe'torical
- 'politics    → po'litical
- a'rithmetics → arith'metical
- 'catholic    → ca'tholical

Niektóre wyrazy są obecnie w trakcie zmiany akcentu i spotyka się obie formy:
- tra'jectory → 'trajectory
- 'applicable → ap'plicable
- tra'chea    → 'trachea
- eti'quette  → 'etiquette
- ob'durate   → 'obdurate

Akcent zmienia się również, kiedy dwusylabowe wyrazy, zmieniając formy wydłużają się
- 'pious /ˈpaɪəs/    → 'impious /ˈɪmpɪəs/ → im'piety /ɪmˈpaɪəti/
- 'thesis            → an'tithesis
- 'potent /ˈpəʊtənt/ → 'impotent /ˈɪmpətənt/ → om'nipotent /ɒmˈnɪpətənt/

#### Akcent poboczny w dłuższych wyrazach
Słowa o długości powyżej trzech sylab zwykle mają dwa akcenty: główny i poboczny. Akcent poboczny pada zwykle na pierwszą lub drugą sylabę słowa i jest o wiele słabszy niż akcent główny. Samogłoska akcentowana pobocznie nie zmienia swych wartości: relativity /ˌɹeləˈtɪvɪti/, characteristic  /ˌkæɹɪktəˈɹɪstɪk/

#### Akcent mający wartość gramatyczną
Niektóre słowa pełnią różne funkcje w zależności od tego, jaki akcent przyjmują. Istnieje duża grupa wyrazów, głównie dwusylabowych, które mogą być akcentowane zarówno na pierwszej, jak i na drugiej sylabie. W pierwszym przypadku są rzeczownikami lub przymiotnikami, w drugim zaś czasownikami:
- It was a conflict between his wishes and his duties, ale These dates conflict with my arrangements.
- She has signed a new contract with the company, ale Metals contract as the temperature falls.
- He made a good progress in French, ale The work will progress gradually.
- His friends defended his conduct, ale He will conduct you to the president.
- Give me a digest of the latest news, ale He cannot digest too much fat.

#### Utrata akcentu
Wiele słów, zwykle złożonych, ma dwa akcenty w pozycji izolowanej. Gdy jednak słowa te występują w mowie wiązanej, zwykle gubią jeden z akcentów według następującego wzoru:
- gdy słowo występuje jako ostatnie w zdaniu, a wyraz bezpośrednio przed nim jest akcentowany, słowo gubi jeden akcent: She's just sixteen
- gdy akcent pada na następne słowo, słowo gubi swój drugi akcent: It is sixteen miles
- gdy słowo jest z obu stron otoczone słowami akcentowanymi, gubi oba akcenty albo zachowuje pierwszy akcent: We have over sixteen miles to go lub We have over sixteen miles to go.

#### Akcent zmienny
Niektóre słowa angielskie odznaczają się zmiennym akcentem. Gdy są wymawiane w izolacji bądź na końcu zdania, akcent pada na ostatnią sylabę, jednak może przesunąć się do środka, kiedy słowo występuje w zdaniu, a zwłaszcza, kiedy następujące po nim słowo jest akcentowane:
- afternoon – akcent pada na ostatnią sylabę
- It's time for my afternoon sleep
- Japanese
- Japaneese cooking
- nineteen
- The year nineteen eighty four

Wiele krótkich fraz, często dwuwyrazowych, ma zmienny akcent:
- Their marriage broke up ale Money problems broke up their marriage.
- It's dark blue
- a dark blue suit

### Akcent zdaniowy
Akcent zdaniowy polega na zaakcentowaniu, czyli mocniejszym wymówieniu w zdaniu jednego z elementów. Z reguły akcentowane są:
- rzeczowniki i niektóre zaimki, zwłaszcza pytające
- zaimki wskazujące this, that
- większość przysłówków
- czasowniki i w niektórych okolicznościach czasowniki posiłkowe.

Inne słowa najczęściej służą do łączenia elementów mających znaczenie, wiele z nich ma formy słabe. Większość z nich to przyimki, czasowniki posiłkowe, spójniki i zaimki. Elementy znaczące wyznaczają rytm zdania. I tak w zdaniu Bert’s friend John has just sold two very fine old paintings składającym się z 11 elementów, 10 jest akcentowanych. Natomiast zdanie: It would have been better not to have paid it before you have received it składa się z 16 słów, z czego tylko 4 są akcentowane. Cechą naturalną dobrego akcentu angielskiego jest gładkie poruszanie się pomiędzy akcentowanymi sylabami i dopasowywanie słabych sylab do ogólnego rytmu zdania.
Akcent zdaniowy może przypadać na dowolną część zdania, którą mówiący chce podkreślić. Każda z poniższych wypowiedzi ma nieco inne znaczenie:
- I don’t want to go to Blackpool with the Jacksons. → To ja nie chcę jechać do Blackpool z Jacksonami (a nie on).
- I don’t want to go to Blackpool with the Jacksons. → Właśnie nie chcę jechać do Blackpool z Jacksonami (nieprawda, że chcę)
- I don’t want to go to Blackpool with the Jacksons. → Chodzi o to, że nie chcę jechać do Blackpool z Jacksonami (a nie że nie mogę)
- I don’t want to go to Blackpool with the Jacksons. → Jechać nie chcę do Blackpool z Jacksonami (co innego być tam z nimi)
- I don’t want to go to Blackpool with the Jacksons. → Do Blackpool nie chcę jechać z Jacksonami (ale do innego miasta chcę)
- I don’t want to go to Blackpool with the Jacksons. → Z Jacksonami nie chcę jechać do Blackpool (ale z kimś innym – tak).

## Wymowa wyrazów i zdań
Wymowa izolowanych dźwięków języka angielskiego różni się znacznie od wymowy tych samych dźwięków w wyrazach i w zdaniach. Większość spółgłosek i niektóre samogłoski ulegają zmianom pod wpływam otoczenia i są to procesy wspólne dla określonych kontekstów, np. plozja lub ubezdźwięcznienie. Ponadto w dłuższych wypowiedziach niepoślednią rolę odgrywa kontekst fonetyczny, w jakim występują poszczególne dźwięki, a nawet całe wyrazy. Elementy nieakcentowane, tak w słowach, jak i w zdaniach tracą moc i wymawiane są jako słabe.

### Formy mocne i słabe
W związku z redukcją samogłosek w sylabie nieakcentowanej zazwyczaj zmieniają się one w szwa /ə/ bądź /ɪ/, albo zanikają (ulegają elizji), co zdarza się również w przypadku spółgłosek. Nie istnieje reguła zamiany samogłoski peryferyjnej na słabą, każdy przypadek jest indywidualny:
- monotonous → /məˈnɒtnəs/
- banana     → /bəˈnɑːnə/
- prevented  → /prɪˈvɛntɪd/
- comment    → /ˈkɒmɛnt/

W języku angielskim powyższe różnice związane z akcentowaniem nie zachodzą tylko w sylabach w obrębie wyrazów. Również całe wyrazy w zdaniu (w mowie łączonej) nie zawsze wymawia się z jednakowym naciskiem. Istnieje grupa wyrazów, która w zdaniu jest zwykle nieakcentowana i wymawiana w sposób osłabiony, zredukowany. Są to tzw. wyrazy funkcyjne budujące strukturę zdania, do których należą przede wszystkim przedimki, zaimki osobowe, przyimki i czasowniki posiłkowe. Zazwyczaj używa się formy słabej (zredukowanej) takich wyrazów, jednak dla szczególnego ich podkreślenia lub na końcu zdania czy frazy (przed pauzą) pojawia się forma mocna, z pełną wymową głosek. Porównaj następujące pary zdań:
- Yes, I could /jɛs aɪ 'kʊd/ (mocna forma).
- I could go there /aɪ kəd'gəʊ ðeə/ (słaba forma).
- It's a present from Jack (/fɹəm/; najważniejszą informację w zdaniu przekazuje wyraz Jack).
- It's not a present for Jack's birthday. It's a present from Jack (/fɹɒm/; wyraz from jest podkreślony, wymawiany jako forma mocna, bo to on przekazuje najważniejszą informację w zdaniu)[165][167].

Formy słabe występują we wszystkich stylach wypowiedzi, także formalnym, jednak więcej ich można zaobserwować w stylu potocznym oraz w szybkiej mowie.
Tego typu słów wymawianych na dwa odrębne sposoby jest w języku angielskim około 50. Przykłady ze słowem some:
- How many? Some. /sʌm/
- Give me some apples, not just one. /sʌm/
- Who did you play with? Some boys. /s(ə)m ˈbɔɪz/

| wyraz | forma mocna | forma słaba      |
| and   | /ænd/       | /ən/, /n/        |
| that  | /ðæt/       | /ðət/            |
| his   | /hɪz/       | /ɪz/             |
| from  | /frɒm/      | /frəm/           |
| of    | /ɒv/        | /əv/, /ə/, /v/   |
| to    | /tuː/       | /tʊ/, /tə/       |
| some  | /sʌm/       | /səm/, /sm/      |
| there | /ðeə/       | /ðə/             |
| have  | /hæv/       | /həv/, /əv/, /v/ |
| were  | /wɜː/       | /wə/             |
| do    | /duː/       | /də/, /dʊ/       |
| must  | /mʌst/      | /məst/, /məs/    |

### Elizja
Elizja polega na zaniku w wyrazie lub w zdaniu niektórych dźwięków i mogą to być zarówno samogłoski, jak i spółgłoski. Dzieje się tak z dwóch przyczyn. Po pierwsze szybkość mowy powoduje, że wymówienie wszystkich dźwięków powodowałoby konieczność szybkiego wymawiania trudnych sekwencji dźwięków, „łamańców” językowych. Po drugie zaś istnieją sytuacje, w których sąsiadują ze sobą wyrazy, których łączne wymówienie z zachowaniem cech jakościowych i ilościowych dźwięków jest trudne, a pełna realizacja niewiele wnosi, np. w zdaniu Henry the Sixth’s three advisers. Oto podstawowe zasady elizji w języku angielskim:
- W mowie potocznej w sylabach wymawianych słabo samogłoski mają tendencję do zanikania. I tak w wyrazach police czy tomato wypada nieakcentowana szwa i wyrazy te brzmią niczym p’lice, t’mato
- Zbitki spółgłoskowe ulegają nieraz znaczącej redukcji. Tak dzieje się np. w wyrazach i zwrotach takich jak: acts of Parliament → /æks əv ˈpɑːləmənt/, next day → /nɛks'deɪ/, government /ˈgʌv(ə)mənt/, mashed potatoes → /mæʃ pəˈteɪtəʊz/.
- Czasem elizji ulegają całe sylaby, zwłaszcza jeśli występuje powtarzająca się spółgłoska, jak np. w brytyjskiej wymowie library /ˈlaɪbɹi/ czy particularly /pəˈtɪkjʊli/
- W pewnych słowach i wyrażeniach elizja zachodzi szczególnie często, np. cup o’tea /kʌp ə tiː/, gonna /ˈɡə.nə/ (= going to), wanna /ˈwɒnə/ (= want to), a także w słabych formach wyrazów funkcyjnych

### Epenteza
Oprócz elizji w języku angielskim pojawia się epenteza, czyli zjawisko dodania nienaturalnej głoski w celu ekonomizacji wymowy. Przykłady epentezy:
- pojawienie się epentetycznego /t/ w słowach takich jak dance, sence. bounce, tak więc słowa tense i tents mogą brzmieć jednakowo /tɛnts/ albo – z powodu elizji w słowie tents – /tɛns/
- epentetyczne /t/ pojawiające się po /n/ a przed /θ/ i /ʃ/ w takich wyrazach jak anthem /ˈæn(t)θəm/, pension /pɛn(t)ʃn/
- epentetyczne /p/ i /k/ między /n/ i /ŋ/ a spółgłoską trącą, jak w przypadku triumphs /ˈtraɪəm(p)fs/, warmth /wɔːm(p)θ/, confuse /kəm(p)ˈfjuːz/, Kingston /kɪŋ(k)stən/
- rzadziej przed spółgłoską trącą dźwięczną, np. wins /wɪn(d)z/ (wówczas może być wymawiane tak samo jak winds), lambs /læm(b)z/

### Asymilacja
Sąsiednie dźwięki mają na siebie wpływ, najczęściej upodabniający. Zjawisko to nazywa się asymilacją. Najczęściej spotyka się ją w szybkiej mowie, jednak pewien stopień asymilacji spotyka się we wszystkich stylach mówionych.
Asymilacja wsteczna (regressive assimilation, także anticipatory assimilation) polega na uleganiu wpływowi następnego dźwięku po wypowiadanym. We frazie ten baloons wyraz ten będzie najprawdopodobniej brzmiał /tɛm/, ulegając następującej po /n/ spółgłosce dwuwargowej /b/. Zwrot good night w szybkiej mowie wypowiadany będzie /gʊnaɪt/, a nawet /gnaɪt/, co odzwierciedla spotykaną niekiedy pisownię g’night.
Asymilacja progresywna (postępująca) polega na uleganiu przez dźwięk wpływowi poprzedniego dźwięku. I tak w wariancie Received Pronunciation zwrot bridge score będzie wymawiany /brɪdʒ ʃkɔː/ z uwagi na wpływ dziąsłowej wymowy końcówki wyrazu bridge. Podobnie nazwa Church Street wymawiana będzie /tʃɜːtʃ ʃtriːt/.
Istnieje inna możliwość asymilacji, zwana coalescence – wzajemny wpływ, kiedy dwa dźwięki łączą się w jeden nowy segment. I tak w zwrocie won’t she /wəʊnt ʃiː/ kończące won’t /t/ połączy się z she tworząc nową jakość /tʃ/, a wymowa brzmiała będzie /wəʊntʃiː/.

### Przydech
Jeśli spółgłoski zwarte bezdźwięczne /p/, /t/ lub /k/ występują przed samogłoską akcentowaną, wymawiane są z postaspiracją, czyli przydechem. Jest to możliwe wyłącznie, kiedy przed wymienionymi spółgłoskami nie stoi /s/:
- przydech wystąpi w pit [pʰɪt], ale nie wystąpi w spit [spɪt]
- przydech wystąpi w top [tʰɒp], ale nie wystąpi w stop [stɒp]
- przydech wystąpi w kill [kʰɪl], ale nie wystąpi w skill [skɪl]

Należy pamiętać, że przydech w języku angielskim nie pojawia się tylko i wyłącznie na początku wyrazu, ale także w nagłosie sylaby w środku wyrazu, dlatego zjawisko to można spotkać również w takich słowach jak distaste [dɪsˈtʰeɪst] czy return [rɪˈtʰɜːn], ale nie w distand [dɪˈstɛnd] czy respond [rɪˈspɒnd], ponieważ w tych drugich w nagłosie sylaby występuje głoska /s/.

### Plozja
Plozja, inaczej wybuch, to dość gwałtowne uwolnienie sprężonego strumienia powietrza, potrzebne do artykulacji pewnego typu spółgłosek: /p/, /b/, /t/, /d/, /k/, /g/. Z reguły unika się kumulowania plozji, np. w języku polskim nie wymawia się dwóch pełnych d w wyrazie oddać. W języku angielskim, gdy spotykają się dwie głoski zwarte (wybuchowe), pierwsza spółgłoska zwykle zastaje całkowicie pozbawiona plozji (język nie odrywa się, ale jest przytrzymywany w miejscu artykulacji), po czym bezgłośnie przechodzi do drugiej spółgłoski, by zakończyć ją wybuchem. Plozja zanika, gdy spotykają się spółgłoski obu poniżej przedstawionych grup:
| spółgłoska pierwsza | spółgłoska następna |
| p t k b d g         | p t k b d g tʃ dʒ   |

Reguła ta obowiązuje również na granicy wyrazów, np. what time /wɒt‿taɪm/. Siła plozji jest o wiele mniejsza, kiedy po spółgłosce wybuchowej następuje sylaba nieakcentowana Różnica ta może mieć wartość fonemiczną, np. we frazie big boy /bɪg‿bɔɪ/ wymówienie plozji po /g/ może spowodować efekt bardzo podobny do bigger boy /bɪgə bɔɪ/. Obecność szwa powoduje, że artykułuje się plozję po /g/.
Plozja występuje również w wariancie nosowym i polega ona na przerzuceniu miejsca wybuchu z warg na nos. Jeśli pierwsza głoska jest ustna, a druga nosowa, plozja zawsze będzie miała charakter nosowy: cabman /ˈkæb‿mən/.
Oprócz wyżej wymienionych istnieje również plozja boczna, dotycząca złożenia /t/ + /l/ i /d/ + /l/, np. w wyrazie badly. Jej realizacja jest nieco inna niż w przypadku plozji wargowej czy nosowej: strumień powietrza jest uwalniany po bokach języka, na wysokości bocznych zębów szczęki. Przy wymawianiu język nie jest odrywany od wału dziąsłowego. Plozja dotyczy obu wariantów /l/, przy dark l jest nieco mniej energiczna.
Głoski /t/ i /d/ są wymawiane bez wybuchu, gdy następną głoską jest spółgłoska zwarta (np. football), a także opcjonalnie jako ostatni dźwięk słowa czy frazy (co dotyczy też innych spółgłosek zwartych). Wówczas wyrazy typu bat i bad można rozróżnić tylko po długości samogłoski.

### Ubezdźwięcznienie
Spółgłoski w języku angielskim można podzielić na dźwięczne i bezdźwięczne. Wbrew przekonaniom wielu cudzoziemców angielskie głoski dźwięczne nie zawsze zachowują pełną dźwięczność. O ile głoski bezdźwięczne na końcu wyrazów wypowiadane są mocno i wyraźnie (mocniej niż np. w języku polskim), końcowe spółgłoski dźwięczne wypowiada się słabo i cicho. W innych kontekstach fonetycznych głoski dźwięczne również mogą tracić na swej dźwięczności.
Spółgłoski dźwięczne /b/, /d/, /g/, /v/, /dʒ/, /ð/ i /ʒ/ wymawia się całkowicie dźwięcznie tylko w kontekście udźwięczniającym, czyli jeśli graniczą z obu stron z samogłoskami lub innymi spółgłoskami dźwięcznymi – w innych przypadkach są częściowo ubezdźwięcznione. Zatem w myśl tej zasady zarówno /b/, jak i /g/ w wyrazie big /bɪg/ są częściowo bezdźwięczne i brzmią odpowiednio między /b/ i /p/ oraz /k/ i /g/. Jednak w przypadku wyrażenia big animal /bɪg ˈænɪməl/ spółgłoska /g/ znajduje się w kontekście udźwięczniającym i jest wypowiadana z pełną siłą.
Pewne grupy obcokrajowców, m.in. rodzimi użytkownicy języka polskiego, często popełniają jednak błąd odwrotny – całkowite ubezdźwięcznienie spółgłosek, które, przynajmniej częściowo, zachowują swoją dźwięczność. Dotyczy to m.in. dźwięcznych spółgłosek na końcu wyrazu (np. bed, change, give, bridge, good, grabbed, cleaned) i w złożeniach (drugstore, godfather). Niemniej należy zaznaczyć, że dźwięczna spółgłoska na końcu wyrazu przejawia się przede wszystkim poprzez dłuższe wymawianie poprzedzającej samogłoski w porównaniu z samogłoską stojącą przed spółgłoską bezdźwięczną. Dźwięczność na końcu wyrazu występuje także w przypadku litery „s” pełniącej funkcję gramatyczną (np. tworzącej liczbę mnogą rzeczowników), czytanej jako /z/ po samogłosce lub dźwięcznej spółgłosce (np. dogs, weekends, toes, Paul’s, ours).

## Intonacja
Podczas wypowiedzi naturalne jest różnicowanie tonu głosu. To różnicowanie tworzy specyficzną melodię – intonację. Intonacja może m.in. wyróżniać akcentowane słowa, pozwalać odróżnić pytania od stwierdzeń, sygnalizować koniec wypowiedzi bądź kontynuację czy ukazywać emocjonalną postawę mówcy. Dzięki odpowiedniej tonacji w krótkiej wypowiedzi można zawrzeć wiele treści, co zdaniem badacza angielskiej fonetyki Wiktora Jassema jest chętnie wykorzystywane przez niezbyt wielosłownych Anglików. I tak wypowiedź:
może znaczyć odpowiednio:
1. Daj mi to! (zwykła prośba)

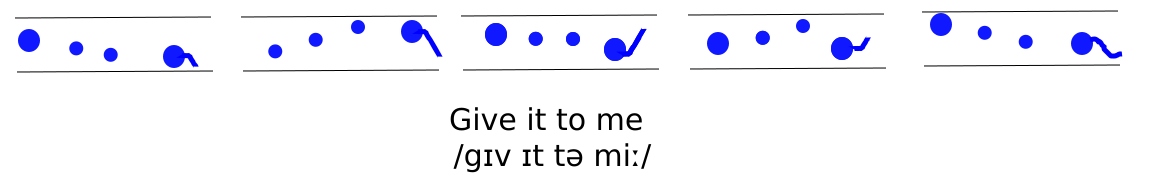

2. Więc daj to mnie (gdy rozmówca ma dylemat, komu wręczyć daną rzecz)
3. Daj to, proszę cię – jest to bardziej prośba, niż rozkaz.
4. Takiej intonacji używa się najczęściej, mówiąc do dzieci: No daj dzidzi, daj
5. To zdanie wyraża groźbę lub ostrzeżenie: Daj to lepiej mnie, bo jak nie, to...[189]

Intonacja zdań oznajmujących jest opadająca. Nieco inaczej jest w pytaniach. Intonacja wznosząca, charakterystyczna np. dla pytań w języku polskim, występuje w angielszczyźnie przede wszystkim w pytaniach o rozstrzygnięcie (Yes/No questions). W przypadku pytań o uzupełnienie, zwanych również szczegółowymi lub wh-questions, intonacja na ogół opada, choć badania wykazują pewne zróżnicowania wśród Anglików w tym zakresie.

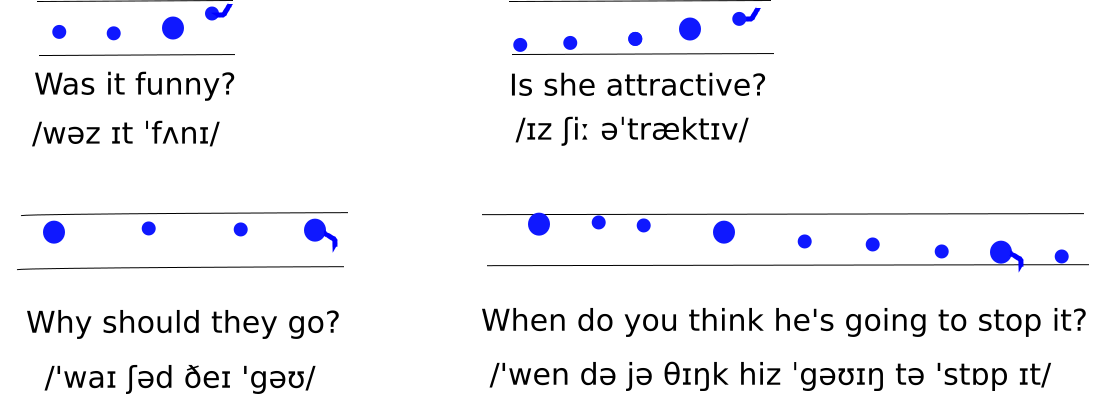

### Budowa linii melodycznej zdania
Struktura zdania (lub każdej innej wypowiedzi) pod względem intonacyjnym jest stała i składa się z następujących elementów:
- prehead – nieakcentowane sylaby przed pierwszym akcentem
- head – pierwszy akcent
- body – część między pierwszym i ostatnim akcentem
- nucleus – ostatni, główny akcent w zdaniu
- tail – nieakcentowane sylaby do końca zdania[192].

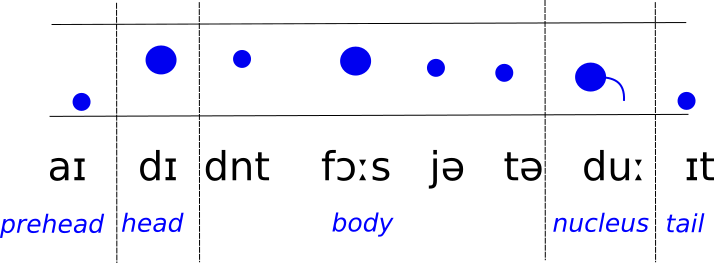

Obowiązkowa jest tylko jedna część – nucleus. Najprostsza wypowiedź składa się tylko z jądra: Yes. So? Why? Shit! Jądro zdania dźwiga na sobie zmiany tonu, która to zmiana niesie większość ładunku emocjonalnego, tym samym jest najważniejszym elementem melodii intonacyjnej zdania. W przypadku zmiany linii melodycznej podział zdania ulega przegrupowaniu:

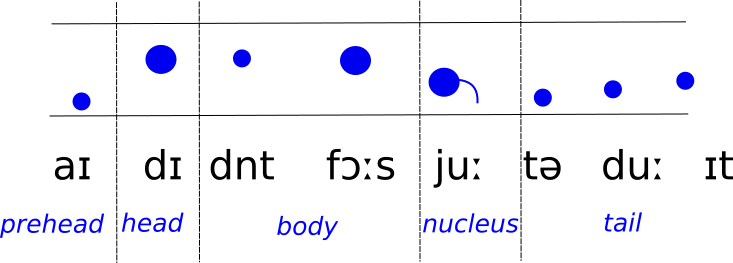

Jak już wspomniano, obowiązkowym elementem w strukturze melodycznej zdania jest jedynie jądro. W przypadku wypowiedzi silnie emfatycznej, kiedy jądrem jest pierwsza sylaba wypowiedzi, cała reszta pełni funkcję ogona:

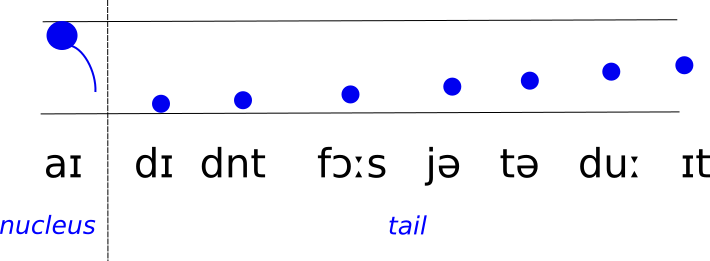

### Rodzaje melodii intonacyjnych
Ciężar ładunku informacji zawartych w melodii intonacyjnej (ang. pitch) bierze na siebie samogłoska w sylabie akcentowanej, zwana jądrem (nucleus). Rozróżnia się następujące sposoby zachowania się jądra wypowiedzi pod względem przyjmowanej melodii:
- intonacja opadająca wysoka (w dwóch odmianach, długa i krótka)
- intonacja opadająca niska
- intonacja wznosząca wysoka (w dwóch odmianach, długa i krótka)
- intonacja wznosząca niska
- intonacja wznosząco-opadająca wysoka (w dwóch odmianach, długa i krótka)
- intonacja wznosząco-opadająca niska
- intonacja opadająco-wznosząca wysoka (w dwóch odmianach, długa i krótka)
- intonacja opadająco-wznosząca niska

Intonacja wysoka może być długa, czyli przebiegać aż do dolnych rejestrów wypowiedzi, może być również krótka, czyli zatrzymać się w środku rejestru.

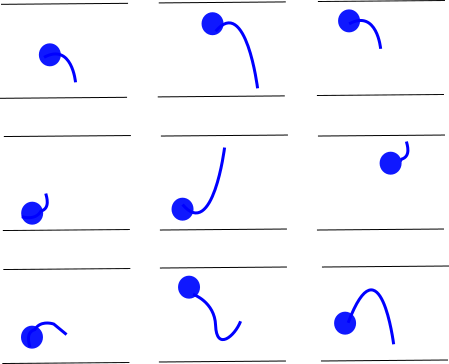

Oto melodia wypowiedzi Yes i różne jej znaczenia w zależności od rodzaju melodii intonacyjnej:
1. najbardziej naturalny, zwykłe stwierdzenie faktu bez emocji
2. wygłaszany z zaangażowaniem emocjonalnym, wyraża zdziwienie, zaskoczenie, irytację
3. rutynowe, niezaangażowane
4. zależy od wyrazu twarzy przy wypowiadaniu, jeśli twarz jest pogodna, wyraża współczucie i sympatię, jeśli wyraz twarzy jest ponury, brzmi złowieszczo
5. wyraża szok i niedowierzanie
6. zakłopotanie, lekkie zażenowanie tym, co właśnie zostało powiedziane
7. znudzenie, ironia, sarkazm
8. niepewność, zwątpienie
9. silne zaangażowanie emocjonalne, w zależności od wyrazu twarzy może być to zachwyt, wyzwanie, samozadowolenie

### Intonacja opadająca
Intonacja opadająca wysoka (high fall) wskazuje na zakończenie komunikatu: mówiący dostarczył wiadomość i nie ma nic więcej do dodania. Nic więcej nie kryje się za tym komunikatem, mówiący nie ma zamiaru kontynuować ani nie oczekuje odpowiedzi. Intonacja opadająca jest charakterystyczna dla zdań oznajmujących i dla odpowiedzi na pytania. Ponadto występuje w tzw. wh-questions – pytaniach konstruowanych z użyciem zaimków pytajnych (who, what, when, where, where, why, how), gdyż jest ukryte w nich pewne założenie. Przykładowo pytanie: When will the concert be held? → Kiedy odbędzie się koncert? zakłada, że koncert w ogóle się kiedyś odbędzie. Intonacja wznosząca w tego typu pytaniach może pojawić się, gdy mówca prosi o powtórzenie odpowiedzi, bo nie dosłyszał lub chce się upewnić, że dobrze zrozumiał.
Intonacja opadająca będzie też użyta w poleceniach, jeśli mówiący spodziewa się, że słuchający wykona polecenie. Poza tym występuje w pytaniach rozłącznych (question tags), kiedy mówca jest pewny tego co mówi. Jednak w przypadku, kiedy nie jest i szuka potwierdzenia, występuje intonacja wznosząca, i w zależności od tej melodii różnie można zinterpretować intencję zdania typu: The Browns are coming, aren’t they? („no przecież przyjeżdżają, tak?” lub „zdaje się, że przyjeżdżają, nie mylę się?”).
Kiedy intonacja dotyczy wyrazu jednosylabowego, melodia wypowiedzi opada gwałtownie a jej zmiana następuje w dźwięcznej części sylaby: Yes. No. Why? Kiedy wypowiedź składa się z kilku sylab, melodia sylaby akcentowanej opada wysoko, a sylab następujących – nisko lub utrzymuje się na tym samym poziomie: Maybe. Yes sir. Certainly.
Sylaby przed zgłoską akcentowaną wydają się być na niższym poziomie niż sylaba akcentowana, aczkolwiek zwykle nie są. Where are you going? How much is it?

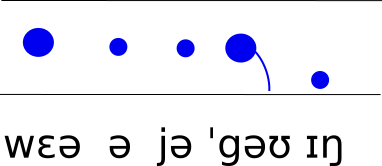

Intonacja opadająca niska (low fall) wyraża „prawie zakończenie”. Melodia ta różni się od intonacji opadającej wysokiej tym, że sugeruje ciąg dalszy. I tak słowo certainly wypowiedziane z wysokim opadaniem wskazuje brak zainteresowania ze strony mówiącego, wypowiedziane z intonacją opadającą niską daje wrażenie zniecierpliwienia lub braku zainteresowania.
Intonacja wznosząco-opadająca jest podkreśleniem tego samego, co wyraża intonacja opadająca wysoka.
Pytania typu Why don’t you, np. Why don’t you look for a job? są prawdziwymi pytaniami, jeśli zadawane są z intonacją wysoką opadającą, natomiast jeśli użyta zostanie melodia wznosząco-opadająca, wtedy jest sugestią lub propozycją.

### Intonacja wznosząca
Intonacja wznosząca wysoka jest przeciwieństwem intonacji opadającej wysokiej. Sugeruje, że przekaz jest niepospolity, nawet absurdalny albo zaprzecza temu, co zostało powiedziane poprzednio. Używana jest, aby poprosić o powtórzenie tego, co zostało właśnie powiedziane, ponadto jest powszechna w pytaniach o rozstrzygnięcie (yes-no questions). Takie pytania nie zawierają ukrytych założeń: Will there be a concert? → Czy będzie koncert?.
Jeśli akcentowana sylaba nie jest pierwszą, podniesienie tonu zaczyna się od poziomu ostatniej nieakcentowanej sylaby. Wszystkie pozostałe sylaby kontynuują proces wznoszenia się:

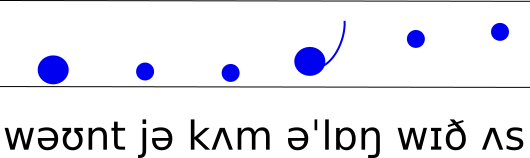

Intonacja wznosząca krótka może być prośbą o uwagę albo sygnałem, że mówiący oczekuje kontynuowania rozmowy. Pytanie really? wypowiedziane z intonacją wznoszącą wysoką w odpowiedzi na jakieś stwierdzenie, sugeruje wątpliwość albo zdziwienie w reakcji na to, co zostało powiedziane. To samo słowo wypowiedziane z intonacją wznoszącą krótką odebrane byłoby tylko jako okazanie zainteresowania.
Intonacja wznosząca może występować także w stwierdzeniach, kiedy mówca wyraża jednocześnie niepewność lub jakąś wątpliwość.
Odmianą tej melodii jest intonacja opadająco-wznosząca; jest to albo alternatywny sposób zadawania pytań o rozstrzygnięcie albo sygnalizowanie pewnej niezwykłości. Niejako łączy funkcje intonacji opadającej i wznoszącej – pozwala na stwierdzanie czegoś, a jednocześnie sugeruje, że można o tym powiedzieć coś więcej, w inny sposób zinterpretować; jest to prawda, ale niekoniecznie cała prawda.

### Intonacja w amerykańskim wariancie angielszczyzny
Intonacja w amerykańskim wariancie angielszczyzny niewiele różni się od brytyjskiej – różnice polegają na nieco innej częstości występowania i pragmatycznym wyborze danego wzorca. Przykładowo w związku z na ogół większą ekspresywnością języka ciała w pytaniu typu: You’re going, then? może być zastosowana intonacja opadająca, niczym w stwierdzeniach, a jednak mimika (zamiast intonacji wznoszącej) może wskazywać, że mówca oczekuje potwierdzenia. Możliwe są też odwrotne sytuacje – zastosowanie intonacji wznoszącej w odpowiedziach, stwierdzeniach, co jest raczej nietypowe dla brytyjskiego wariantu, ale bywa spotykane także w australijskim i nowozelandzkim. Przykładowo opcjonalnie może być zastosowana w zdaniu: He went out because he was hot and wanted some fresh air.
Zakres tonalny amerykańskiego wariantu angielszczyzny w porównaniu z brytyjską jest mniejszy. W związku z tym Brytyjczykom akcent amerykański może wydawać się monotonny, a Amerykanie mogą opisywać akcent brytyjski jako bardziej śpiewny.

## Wymowa a pisownia oraz porównanie wymowy wyrazów wRPiGA
Sposób zapisu języka angielskiego nie pokrywa się ze sposobem, w jaki są wymawiane wypowiedzi w tym języku. Przysposobienie alfabetu łacińskiego powstało na potrzeby języka staroangielskiego. Język pisany nie był jednak w stanie spowalniać zmian zachodzących w wymowie ze względu na duży poziom analfabetyzmu. W XV–XVI w. w okresie języka średnioangielskiego nastąpiła wielka przesuwka samogłoskowa, która do dziś, we współczesnym języku angielskim jest głównym źródłem wielu niezgodności pisowni z wymową. Współczesna ortografia angielska nadal odzwierciedla sposób wymowy sprzed tych zmian i, zwłaszcza w wypadku samogłosek, nie uwzględnia wielu przekształceń na przestrzeni wieków. Język angielski ma zatem ortografię etymologiczną.
Od XIX–XX w. wraz z rozprzestrzenieniem się piśmienności pojawiały się tendencje do stosowania pisowni zgodnej z wymową. Zauważalne stały się szczególnie z początkiem ery cyfrowej, a zwłaszcza w krótkich wiadomościach tekstowych.
| Wyraz      | RP        | GA         | Wyraz        | RP          | GA          | Wyraz    | RP        | GA        | Wyraz       | RP        | GA         |
| ---------- | --------- | ---------- | ------------ | ----------- | ----------- | -------- | --------- | --------- | ----------- | --------- | ---------- |
| sieve      | sɪv       | sɪv        | suite        | swiːt       | swiːt       | women    | ˈwɪmɪn    | ˈwɪmɪn    | busy        | ˈbɪzi     | ˈbɪzi      |
| lettuce    | ˈlɛtɪs    | ˈlɛt̬ɪs     | handkerchief | ˈhæŋkətʃiːf | ˈhæŋkɚtʃiːf | Thames   | tɛmz      | tɛmz      | said        | sɛd       | sɛd        |
| threepence | ˈθɹɛpəns  | ˈθɹɛpəns   | ration       | ˈɹæʃᵊn      | ˈɹæʃᵊn      | rational | ˈɹæʃᵊnᵊl  | ˈɹæʃᵊnᵊl  | national    | ˈnæʃᵊnᵊl  | ˈnæʃᵊnᵊl   |
| plaid      | plæd      | plæd       | subtle       | ˈsʌtᵊl      | ˈsʌt̬ᵊl      | aunt     | ɑːnt      | ænt       | laugh       | lɑːf      | læf        |
| sergeant   | ˈsɑːdʒᵊnt | ˈsɑːɹdʒᵊnt | guard        | ɡɑːd        | ɡɑːɹd       | dove     | dʌv       | dʌv       | love        | lʌv       | lʌv        |
| covet      | ˈkʌvɪt    | ˈkʌvət     | blood        | blʌd        | blʌd        | flood    | flʌd      | flʌd      | yacht       | jɒt       | jɑːt       |
| laurel     | ˈlɒɹᵊl    | ˈlɔːɹᵊl    | cough        | kɒf         | kɑːf        | gone     | gɒn       | ɡɑːn      | acknowledge | əkˈnɒlɪdʒ | əkˈnɑːlɪdʒ |
| Gloucester | ˈglɒstə   | ˈɡlɑːstɚ   | corps        | kɔː         | kɔːɹ        | abroad   | əˈbɹɔːd   | əˈbɹɑːd   | wrath       | ɹɒθ       | ɹɑːθ       |
| drawer     | ˈdrɔːə    | dɹɔ(e)ɹ    | colonel      | ˈkɜːnᵊl     | ˈkɝːnᵊl     | attorney | əˈtɜːni   | əˈtɝːni   | adjourn     | əˈdʒɜːn   | əˈdʒɝːn    |
| scourge    | skɜːdʒ    | skɝːdʒ     | cupboard     | ˈkʌbəd      | ˈkʌbɚd      | butcher  | ˈbʊtʃə    | ˈbʊtʃɚ    | pudding     | ˈpʊdɪŋ    | ˈpʊdɪŋ     |
| cushion    | ˈkʊʃᵊn    | ˈkʊʃᵊn     | bought       | bɔːt        | bɑːt        | bosom    | ˈbʊzᵊm    | ˈbʊzᵊm    | tomb        | tuːm      | tuːm       |
| shoe       | ʃuː       | ʃuː        | ancient      | ˈeɪnʃᵊnt    | ˈeɪnʃᵊnt    | hasten   | ˈheɪsᵊn   | ˈheɪsᵊn   | bass        | beɪs      | beɪs       |
| gauge      | geɪdʒ     | geɪdʒ      | gaol         | dʒeɪl       | dʒeɪl       | viscount | ˈvaɪkaʊnt | ˈvaɪkaʊnt | indict      | ɪnˈdaɪt   | ɪnˈdaɪt    |
| height     | haɪt      | haɪt       | prophesy     | ˈpɹɒfəsaɪ   | ˈpɹɑːfəsaɪ  | gout     | gaʊt      | gaʊt      | growl       | gɹaʊl     | gɹaʊl      |
| don’t      | dəʊnt     | doʊnt      | gross        | gɹəʊs       | ɡɹoʊs       | brooch   | bɹəʊtʃ    | bɹoʊtʃ    | beau        | bəʊ       | boʊ        |
| query      | ˈkwɪəɹi   | ˈkwɪɹi     | weir         | wɪə         | wɪɹ         | weird    | wɪəd      | wɪɹd      | pierce      | pɪəs      | pɪɹs       |
| wear       | weə       | wɛɹ        | prayer       | pɹeə        | pɹɛɹ        | choir    | ˈkwaɪə    | ˈkwaɪɚ    | Cambridge   | keɪmbrɪdʒ | keɪmbrɪdʒ  |

W przypadku pojedynczych słów lub pewnych grup słów zawierających określony formant występują niestandardowe różnice w ich wymowie między akcentem brytyjskim a amerykańskim. Przykładowo czasowniki i utworzone od nich rzeczowniki z przedrostkiem di– są wymawiane różnie pomiędzy tymi akcentami, a nawet w ich obrębie (/daɪ/ lub /dɪ/), np. direct, dissect. Pewne słowa mogą być różnie wypowiadane w obrębie danego akcentu jak np. greasy /ˈɡɹiːsi/ lub /ˈɡɹiːzi/, (n)either zawierające głoskę /aɪ/ lub /iː/.
| Formant                                    | Warunek                                         | Przykład   | Wymowa RP                                                                 | Wymowa GA                                                    | Uwagi |
| ------------------------------------------ | ----------------------------------------------- | ---------- | ------------------------------------------------------------------------- | ------------------------------------------------------------ | --- |
|                                            |                                                 |            | w przedostatniej sylabie redukcja samogłoski do ə lub całkowity jej zanik | zachowanie pełnej wymowy samogłoski w przedostatniej sylabie | W wyjątkowych przypadkach w GA występuje w tych przyrostkach pełna samogłoska, mimo że warunek nie jest spełniony – poprzedzająca sylaba jest akcentowana, np. library, primary, rosemary W przypadku –arily, –erily, –orily wymowa taka sama w RP i GA, np. militarily /mɪlɪˈtɛɹᵊli/ |
| –ary                                       | przyrostki poprzedzone są nieakcentowaną sylabą | hereditary | həˈɹɛdɪtᵊɹi                                                               | həˈɹɛdətɛɹi                                                  | W wyjątkowych przypadkach w GA występuje w tych przyrostkach pełna samogłoska, mimo że warunek nie jest spełniony – poprzedzająca sylaba jest akcentowana, np. library, primary, rosemary W przypadku –arily, –erily, –orily wymowa taka sama w RP i GA, np. militarily /mɪlɪˈtɛɹᵊli/ |
| –ery                                       | przyrostki poprzedzone są nieakcentowaną sylabą | robbery    | ˈrɒbᵊɹi                                                                   | ˈrɑːbɚi                                                      | W wyjątkowych przypadkach w GA występuje w tych przyrostkach pełna samogłoska, mimo że warunek nie jest spełniony – poprzedzająca sylaba jest akcentowana, np. library, primary, rosemary W przypadku –arily, –erily, –orily wymowa taka sama w RP i GA, np. militarily /mɪlɪˈtɛɹᵊli/ |
| –ory                                       | przyrostki poprzedzone są nieakcentowaną sylabą | territory  | ˈtɛɹɪtᵊɹi                                                                 | ˈtɛɹətɔːɹi                                                   | W wyjątkowych przypadkach w GA występuje w tych przyrostkach pełna samogłoska, mimo że warunek nie jest spełniony – poprzedzająca sylaba jest akcentowana, np. library, primary, rosemary W przypadku –arily, –erily, –orily wymowa taka sama w RP i GA, np. militarily /mɪlɪˈtɛɹᵊli/ |
| –berry                                     | przyrostki poprzedzone są nieakcentowaną sylabą | raspberry  | ˈrɑːzbᵊɹi                                                                 | ˈræzbɛɹi                                                     | W wyjątkowych przypadkach w GA występuje w tych przyrostkach pełna samogłoska, mimo że warunek nie jest spełniony – poprzedzająca sylaba jest akcentowana, np. library, primary, rosemary W przypadku –arily, –erily, –orily wymowa taka sama w RP i GA, np. militarily /mɪlɪˈtɛɹᵊli/ |
| –mony                                      | przyrostki poprzedzone są nieakcentowaną sylabą | testimony  | ˈtɛstɪmᵊni                                                                | ˈtɛstəmoʊni                                                  | W wyjątkowych przypadkach w GA występuje w tych przyrostkach pełna samogłoska, mimo że warunek nie jest spełniony – poprzedzająca sylaba jest akcentowana, np. library, primary, rosemary W przypadku –arily, –erily, –orily wymowa taka sama w RP i GA, np. militarily /mɪlɪˈtɛɹᵊli/ |
|                                            |                                                 |            | wymowa /aɪl/                                                              | zredukowana wymowa /əl/ lub samo l sylabotwórcze             | Inne przykłady: mobile, fragile, versatile. Do wyjątków wymawianych jako /aɪl/ zarówno w RP, jak i w GA należy: reptile, exile, turnstile, senile |
| –ile                                       | przyrostek tworzy nieakcentowaną sylabę         | missile    | ˈmɪsaɪl                                                                   | ˈmɪsᵊl                                                       | Inne przykłady: mobile, fragile, versatile. Do wyjątków wymawianych jako /aɪl/ zarówno w RP, jak i w GA należy: reptile, exile, turnstile, senile |
| –ile                                       | przyrostek tworzy nieakcentowaną sylabę         | sterile    | ˈstɛɹaɪl                                                                  | ˈstɛɹᵊl                                                      | Inne przykłady: mobile, fragile, versatile. Do wyjątków wymawianych jako /aɪl/ zarówno w RP, jak i w GA należy: reptile, exile, turnstile, senile |
|                                            | przyrostek tworzy nieakcentowaną sylabę         |            | na ogół tendencja do wymowy jako /aɪn/                                    | na ogół tendencja do wymowy jako /iːn/ lub /ɪn/              | W przypadku wielu słów taka sama wymowa w RP i GA, np. medicine /ɪn/ (ale w GA brak redukcji nieakcentowanej sylaby), feline /aɪn/ W niektórych wyrazach występują odwrotne tendencje, np. strychnine – /iːn/ w RP i /aɪn/ w GA                                                       |
| –ine                                       | przyrostek tworzy nieakcentowaną sylabę         | saline     | ˈseɪlaɪn                                                                  | ˈseɪliːn                                                     | W przypadku wielu słów taka sama wymowa w RP i GA, np. medicine /ɪn/ (ale w GA brak redukcji nieakcentowanej sylaby), feline /aɪn/ W niektórych wyrazach występują odwrotne tendencje, np. strychnine – /iːn/ w RP i /aɪn/ w GA                                                       |
| –ine                                       | przyrostek tworzy nieakcentowaną sylabę         | byzantine  | bɪˈzæntaɪn                                                                | ˈbɪzᵊntiːn                                                   | W przypadku wielu słów taka sama wymowa w RP i GA, np. medicine /ɪn/ (ale w GA brak redukcji nieakcentowanej sylaby), feline /aɪn/ W niektórych wyrazach występują odwrotne tendencje, np. strychnine – /iːn/ w RP i /aɪn/ w GA                                                       |
|                                            |                                                 |            | tendencja do wymowy z dźwiękiem /i/                                       | tendencja do wymowy z dźwiękiem /aɪ/                         | |
| Łacińskie przedrostki anti–, semi–, multi– | Łacińskie przedrostki anti–, semi–, multi–      | antibiotic | æntibaɪˈɒtɪk                                                              | æntaɪbaɪˈɑ.tɪk                                               | |

| Wyraz       | RP         | GA         | Wyraz         | RP            | GA             | Wyraz      | RP              | GA          | Wyraz      | RP               | GA            |
| ----------- | ---------- | ---------- | ------------- | ------------- | -------------- | ---------- | --------------- | ----------- | ---------- | ---------------- | ------------- |
| locate      | ləʊˈkeɪt   | ˈloʊkeɪt   | frustrate     | fɹʌsˈtɹeɪt    | ˈfɹʌstɹeɪt     | laboratory | ləˈbɒɹətᵊɹi     | ˈlæbɹətɔːɹi | regulatory | ˌɹɛɡ.jəˈleɪ.tᵊɹi | ˈɹɛɡjələtɔːɹi |
| address     | əˈdɹɛs     | ˈædɹɛs     | advertisement | ədˈvɜːtɪsmənt | ædvɝːˈtaɪzmənt | dynasty    | ˈdɪnəsti        | ˈdaɪnəsti   | privacy    | ˈpɹɪvəsi         | ˈpɹaɪvəsi     |
| vitamin     | ˈvɪtəmɪn   | ˈvaɪt̬əmɪn  | tomato        | təˈmɑːtəʊ     | təˈmeɪt̬oʊ      | garage     | ˈɡæɹɑːʒ ˈɡæɹɪdʒ | ɡəˈɹɑːʒ     | status     | ˈsteɪtəs         | ˈstætəs       |
| ate         | ɛt, eɪt    | eɪt        | shone         | ʃɒn           | ʃoʊn           | Z          | zɛd             | zi          | harass     | ˈhæɹəs           | həˈɹæs        |
| renaissance | ɹəˈneɪsᵊns | ˈɹɛnəsɑːns | m(o)ustache   | məˈstɑːʃ      | ˈmʌstæʃ        | ballet     | ˈbæleɪ          | bæˈleɪ      | chassis    | ˈʃæsi            | ˈtʃæsi        |
| lieutenant  | lɛfˈtɛnənt | luːˈtɛnənt | schedule      | ˈʃɛdʒ.uːl     | ˈskɛdʒuːl      | vase       | vɑːz            | veɪs        | aristocrat | ˈæɹɪstəˌkɹæt     | əˈɹɪstəkɹæt   |
| charade     | ʃəˈɹɑːd    | ʃəˈɹeɪd    | premature     | ˈpɹɛmətʃə     | ˌpɹiːməˈtʊɹ    | jaguar     | ˈdʒæɡjuə        | ˈdʒæɡwɑːɹ   | figure     | ˈfɪɡə            | ˈfɪɡjɚ        |
| debris      | ˈdeɪbɹiː   | dəˈbɹiː    | Derby         | ˈdɑːbi        | ˈdɝːbi         | buoy       | bɔɪ             | buːi        | process    | ˈpɹəʊsɛs         | ˈpɹɑːsɛs      |

## Przemiany głosek na przestrzeni wieków
We współczesnym RP w porównaniu z językiem staroangielskim (OE) zaszły następujące zmiany w obrębie samogłosek:
- zanikły samogłoski przednie zaokrąglone /yː/, /ʏ/ na etapie języka średnioangielskiego (ME) oraz /øː/, /œ/ w jeszcze wcześniejszym okresie
- samogłoski w słabo akcentowanych końcowych sylabach uległy zanikowi lub redukcji do /ə/ lub /ɪ/ na etapie języka średnioangielskiego lub wczesnego nowoangielskiego (eModE)
- wszystkie samogłoski długie występujące w staroangielskim na etapie języka wczesno nowoangielskiego lub niedługo później stały się albo bardziej przymknięte, albo uległy dyftongizacji
- w XVIII w. przestano wymawiać „r” /ɹ/ w pozycji po samogłosce. Powstały w związku z tym dyftongi centrujące: /ɪə/, /eə/, /ʊə/, /ɔə/. Dyftong /ɔə/ do 1950 całkowicie zanikł, przechodząc w /ɔː/. Można również uznać, że dwugłoska /eə/ w XXI w. przekształciła się w /ɜː/[212].

| Zapis w OE | Wymowa w OE | Zapis w ME | Wymowa w ME | Wymowa w eModE | Zapis współcześnie | Wymowa w RP |
| ---------- | ----------- | ---------- | ----------- | -------------- | ------------------ | ----------- |
| swēte      | eː          | swete      | eː          | iː             | sweet              | iː          |
| clǣne      | æː          | clene      | ɛː          | eː             | clean              | iː          |
| nama       | ɑ           | name       | aː          | ɛː             | name               | eɪ          |
| tīma       | iː          | time       | iː          | əɪ             | time               | aɪ          |
| hūs        | uː          | h(o)us     | uː          | əʊ             | house              | aʊ          |
| stān       | ɑː          | ston       | ɔː          | oː             | stone              | əʊ          |
| mōna       | oː          | mone       | oː          | uː             | moon               | uː          |
| lufu       | ʊ           | luve       | ʊ           | ɤ              | love               | ʌ           |

W przypadku spółgłosek nastąpiły następujące zmiany:
- niektóre zbitki spółgłoskowe przestały być tolerowane, tj. /hl/, /hɹ/, /hn/ w ME i /kn/, /gn/, /wɹ/ w eModE
- zanikła głoska /ɹ/ w pozycjach, gdzie nie następowała po niej samogłoska (np. part)
- zanikły głoski /x/ i /ç/ jako allofony „h”[212].

W anglojęzycznym kinie przyjęło się, że w filmach fantasy używa się akcentów brytyjskich, zwłaszcza RP. Wynika to m.in. z faktu, że przedstawiając świat z czasów, kiedy ludzie żyli w chatach lub zamkach, podróżowali konno i walczyli mieczem, naturalniejsze wydaje się odwołanie do akcentów związanych z Wielką Brytanią, krajem o długiej historii, zamiast prezentować akcenty amerykańskiej angielszczyzny, która nie istniała w czasach średniowiecznych. Mimo to należy mieć na uwadze, że w rzeczywistości nikt wówczas nie posługiwał się również taką wymową, jaką zakładają współczesne brytyjskie akcenty. Amerykańska angielszczyzna jest, ogólnie rzecz biorąc, bardziej konserwatywna niż brytyjska, co widoczne jest m.in. w wymowie „r”, a zatem to amerykański wariant nieco bardziej przypomina średniowieczną angielszczyznę.

## Różnice między wariantami angielszczyzny
Opis cech danego wariantu angielszczyzny zakłada generalizację – istnieją pewne różnice w wymowie między osobami, o których mówi się, że posługują się np. szkocką czy amerykańską odmianą angielszczyzny. Nie można dokonywać uogólnień na podstawie mowy pojedynczych mówców. Rodzimi użytkownicy języka angielskiego nie zawsze potrafią trafnie rozpoznać odmiany angielszczyzny. Przykładowo niewielu Brytyjczyków potrafi odróżnić wariant kanadyjski od innych amerykańskich lub wariant australijski od nowozelandzkiego.
Szacuje się, że różnice w wymowie głosek w różnych akcentach języka angielskiego są odpowiedzialne za nieco ponad ¼ przypadków nieprawidłowego zrozumienia mówionego komunikatu. Za niektóre te przypadki odpowiedzialne są stałe różnice w wymowie głosek poszczególnych akcentów, ale znakomita większość związana jest z aktualnie zachodzącymi zmianami w wymowie głosek w danym akcencie. Największa grupa pomyłek związana z różnicami w akcentach dotyczy cot-caught merger.
Jedną z najbardziej wyrazistych cech różnych akcentów języka angielskiego jest występowanie rotyzacji lub jej brak. Uogólniając, można przyjąć, że rotyczne akcenty występują w Ameryce Północnej, Irlandii i Szkocji, a nierotyczne w Anglii, Walii i w akcentach południowej półkuli. Jednak w Ameryce zdarzają się także akcenty nierotyczne (Boston, Nowy Jork), a w Anglii, Walii, Nowej Zelandii – rotyczne. Poniżej przedstawiono podstawowe różnice między wariantem RP a wersjami regionalnymi języka.

### Angielszczyzna amerykańska

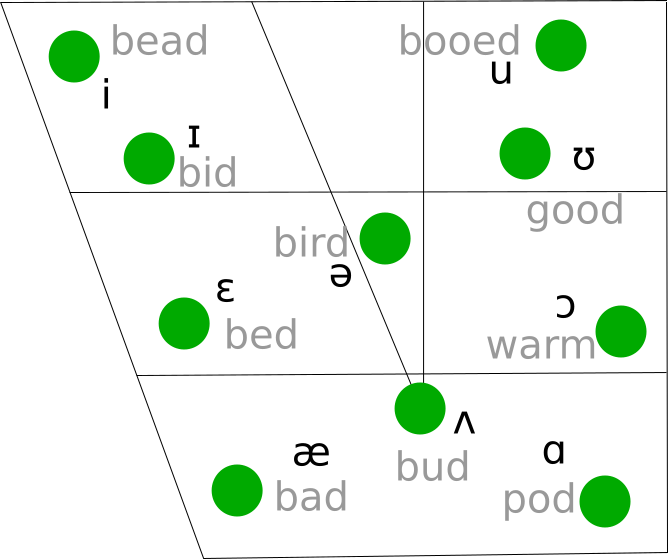
Samogłoski amerykańskiego angielskiego

Brytyjski i amerykański wariant języka angielskiego różnią się od siebie pod wieloma względami, zwłaszcza systemem samogłosek, ale w przypadku intonacji, rytmu i artykulacji spółgłosek (poza /r/ i /t/) różnice te są zasadniczo niewielkie.
| Wyraz               | RP        | GA          | Wyraz  | RP          | GA        |
| ------------------- | --------- | ----------- | ------ | ----------- | --------- |
| trap, cab, ham      | /æ/ (/a/) | /æ/         | square | /eə/ (/ɛː/) | /ɛɹ/      |
| bath, staff, half   | /ɑː/      | /æ/         | near   | /ɪə/        | /ɪɹ/      |
| palm, drama, father | /ɑː/      | /ɑː/        | cure   | /ʊə/        | /ʊɹ/      |
| lot, stop, honest   | /ɒ/       | /ɑː/        | start  | /ɑː/        | /ɑːɹ/     |
| cloth, long, origin | /ɒ/       | /ɔː/        | force  | /ɔː/        | /ɔːɹ/     |
| thought, all, jaw   | /ɔː/      | /ɔː/        | cube   | /juː/       | /juː/     |
| nurse, shirt, earth | /ɜː/      | /ɝː/        | news   | /juː/       | /uː/      |
| letter, browser     | /ə/       | /ɚ/         | later  | /t/         | /t̬/ (/ɾ/) |
| ago, sofa           | /ə/       | /ə/         | take   | /t/         | /t/       |
| goat, road, so      | /əʊ/      | /oʊ/ (/oː/) | lady   | /l/         | /ɫ/       |
|                     |           |             | pill   | /ɫ/         | /ɫ/       |

Istnieją dwa główne obszary różnic między RP a General American w zakresie wymowy. Pierwsza związana jest z rotyzacją, a druga z brakiem w GA samogłoski /ɒ/.
W odmianie amerykańskiej nie używa się dyftongów /ɪə/, /eə/, /ʊə/ ani długiej samogłoski /ɜː/, które odpowiadają połączeniu samogłoski i /r/, np. beard /bɪrd/, fare /fɛr/, dour /dʊr/. Ma to związek z rotycznością tych akcentów – GA jest akcentem rotycznym, a RP nierotycznym, gdzie /r/ występuje zasadniczo tylko w pozycji przed samogłoskami. Sama spółgłoska /r/ może w wymowie amerykańskiej być wymawiana w alternatywny dla RP sposób, z czubkiem języka cofniętym jeszcze dalej w głąb jamy ustnej (/ɻ/).
W kontekstach, gdzie w RP używane jest akcentowane /ɜː/ i nieakcentowane /ə/ w związku z niewymawianiem /r/, w GA występują samogłoski wykazujące rotyczność, odpowiednio /ɝ/ i /ɚ/. Porównaj: RP: bird /bɜːd/, early /ˈɜːli /, journey /ˈdʒɜːni/ /, later / ˈleɪtə/, solar /ˈsəʊlə/; w GA odpowiednio: /bɝd/, /ˈɝːli/, /ˈdʒɝni/, /ˈleɪt̬ɚ/, /ˈsoʊlɚ/. Natomiast w kontekstach, gdzie w RP używane są dyftongi centrujące w związku z niewymawianiem /r/, w GA wymawia się [ɹ] po samogłosce, np. here /hɪə/ w RP, ale /hɪɹ/ w GA.
Drugim obszarem zasadniczych różnic jest to, że w odmianie amerykańskiej nie ma samogłoski /ɒ/. Najczęściej jego odpowiednikiem jest /ɑː/, np. cod, bottle, spot, pocket. Jednak pewien podzbiór wymienia /ɒ/ na /ɔː/, np. across, gone, often, orange, porridge. Co więcej, coraz większa liczba osób posługująca się GA oraz większość używających odmiany kanadyjskej łączy /ɔː/ i /ɑː/, dla nich takie wyrazy jak cod, calm i cause będą miały taką samą samogłoskę /ɑː/ (cot–caught merger).
Inną zasadniczą różnicą jest występowanie w odmianie amerykańskiej /æ/ tam, gdzie Brytyjczycy wymawiają /ɑː/, i tak słowa after, plant będą w RP wymawiane /ˈɑːftə/, /plɑːnt/ a w amerykańskim angielskim /ˈæftɚ/, /plænt/. Ta zmiana zwykle odbywa się w odpowiednim kontekście fonetycznym, a mianowicie, gdy następuje po niej bezdźwięczna spółgłoska szczelinowa lub też spółgłoska nosową, po której następuje inna spółgłoska.
Spółgłoskę /l/ w odmianie amerykańskiej wymawia się jako ciemne l (ɫ) we wszystkich pozycjach. Nie ma jasnego l jak w RP, gdzie występuje ono w pozycji przed samogłoskami.
W amerykańskim wariancie spółgłoski /t/ i /d/ w pewnych kontekstach fonetycznych brzmią jak brytyjskie odpowiedniki, w innych zaś, zwłaszcza w mowie o normalnym, szybkim tempie, stają się samogłoskami uderzeniowymi, są wymawiane poprzez szybkie pojedyncze przesunięcie języka po wale dziąsłowym – jako głoska zbliżona do /ɾ/ oznaczana też jako /t̬/ (flap). Taka spółgłoska uderzeniowa występuje w amerykańskim angielskim w następujących sytuacjach:
- w pozycji między samogłoskami, z których druga jest nieakcentowana, np. water wymowaⓘ, better wymowaⓘ[113], I got it.
- w pozycji między dwiema nieakcentowanymi samogłoskami, np. if it is easy, at another time
- w pozycji między n a nieakcentowaną samogłoską, np. twenty, wanted, plenty, winter[114].

Tego typu uderzeniowa spółgłoska może występować także w pozycji przed sylabotwórczym l, np. beetle, little, middle, model. Poza tym spółgłoski /t/ i /d/ mają tendencję, by zanikać całkowicie po spółgłoskach nosowych /m/, /n/, /ŋ/, np. twenty wymowaⓘ, wanted, dentist, understand (wymawiane niczym unnerstann).
W pewnych kontekstach, gdzie w brytyjskim wariancie występuje /juː/, w amerykańskim na ogół zanika /j/, pozostawiając samo /uː/ (yod-dropping). Ma to miejsce w następujących sytuacjach:
- po /s/ i /z/, np. assume
- po /l/, np. polute
- po /t/, /d/, /n/, np. student[220].

W amerykańskich akcentach istnieje również zjawisko zwane Northern Cities Shift (przesuwka miast północnych), aczkolwiek nie ogranicza się ono do tych terenów. Dotyczy ono krótkich samogłosek, przede wszystkim /æ/, które staje się bliższe /ɛ/, /ɛə/, a nawet /e/, /eə/.

### Angielszczyzna kanadyjska
Różnice zależą od położenia geograficznego, pochodzenia i przynależności do klasy społecznej. Bliskość USA powoduje, że Kanadyjczycy otwarci są na wzorce i nowinki amerykańskie, choć istnieją również tendencje do zachowania maksymalnej możliwej odrębności. Kanadyjskie cechy wymowy zaczerpnięte z wymowy amerykańskiej to:
- wymowa /r/ po samogłoskach i w pozycji wygłosowej
- wymowa /t/ zbliżona do /d/, polegająca na jednorazowym przeciągnięciu języka po wale dziąsłowym w takich słowach jak Ottawa
- brak redukcji w końcówkach -ary i -ory: /ˈsekrəˌtærɪ/, /ləˈbɒrəˌtɔrɪ/.

Wpływy brytyjskie w wymowie przejawiają się w następujący sposób:
- w wymowie pewnych wyrazów i cząstek, np. anti /antɪ/ zamiast amerykańskiego /antaɪ/, Z /zed/ zamiast /ziː/, /lɛf/ zamiast /luː/ w pierwszej sylabie wyrazu lieutenant
- wymowa bath /bɑːθ/, a nie bathe /beɪð/ w znaczeniu czasownikowym
- wyrazy typu tune brzmią /tʃuː/ zamiast /tuː/, podobnie news wymawia się /njuːz/, a nie /nuːz/.

### Angielszczyzna australijska
Istnieją trzy rodzaje akcentu australijskiego: broad, general i cultivated. Broad to kontinuum akcentów lokalnych, cultivated przypomina akcenty brytyjskie i jest ich naśladownictwem, wreszcie general to wariant pośredni między obydwoma wersjami i jest najczęściej używany. Akcent broad ma tendencje przesuwania samogłosek do pozycji frontowej, w stronę /i/, /e/ i /æ/, podczas gdy pozostałe akcenty preferują wymowę tylną.
Podstawą uznania australijskiej wymowy za odrębny system jest system samogłoskowy, a szczególnie sposób, w jaki realizuje się dyftongi. System spółgłoskowy zbliżony jest do RP z niewielkimi odstępstwami.
- Samogłoski znane w RP jako /iː/ i /uː/ (jak w wyrazach see i do) realizuje się przez dyftong /əɪ/ i, znacznie rzadziej, /əʊ/. Zmiany te występują wszędzie, a wymowa /iː/ stała się znakiem rozpoznawczym australijskiej angielszczyzny[227].
- Dyftong znany w Received Pronunciation jako /eɪ/ ma pierwszy element bardziej otwarty, przedni lub tylny. Słyszalne jest to w wymowie wyrazu Australia i powitaniu g’day → /gə'daɪ/[227].
- Dyftong znany w RP jako /əʊ/, jak w wyrazie so, jest bardziej przedni i otwarty w swym początku. Akcent cultivated Australijczyków stara się używać wersji RP, bardziej przypominający /oʊ/[227].
- Pierwszy człon dyftongu /aɪ/, jak w wyrazie my, jest bardziej tylny i otwarty w wersji broad i general, przypominając wymowę /ɔɪ/[227].
- Dyftong znany w RP jako /aʊ/, jak w wyrazie /now/, jest przedni w akcentach broad i general i często podniesiony w stronę /æ/[227]
- W nieakcentowanej sylabie szwa często zastępuje /ɪ/, np. hospital → /ˈhɒspətl/[227],
- Samogłoski sąsiadujące ze spółgłoskami nosowymi brzmią bardziej nosowo niż w RP. W wariancie broad takie wyrazy jak down mają mocno nosowe brzmienie[227].

### Angielszczyzna południowoafrykańska
Istnieje kontinuum akcentów. Na jednym biegunie są potomkowie brytyjskich emigrantów, których akcenty są zbliżone do BBC English, na drugim zaś akcenty klasy robotniczej, często o pochodzeniu afrykanerskim. Między nimi istnieje wiele akcentów, coraz częściej słyszalnych w radio i telewizji. Oto najważniejsze cechy wymowy południowoafrykanskiej:
- /a/ jest przesunięte do środka i brzmi podobnie do /e/, jak w wyrazie pet[228].
- /e/ jest przesunięte w stronę /ɪ/ i brzmi bardziej, jak w słowie pit. Tak więc /sɪks/ to „seks”, a /seks/ to „sześć”[228].
- Wymowa samogłoski, która w RP jest wymawiana jako /ɪ/, jest różna w zależności od kontekstu. Wymowa podobna do standardowej brytyjskiej jest typowa w akcentowanych sylabach w sąsiedztwie spółgłoski welarnej, zarówno przed samogłoską (kiss), jak i po niej (big czy sing). Jest tak również na początku wyrazu (inn), po /h/ (hit), zwykle też przed spółgłoską szczelinową zadziąsłową bezdźwięczną (fish), a czasem, choć jest to rzadziej spotykane, przed innymi spółgłoskami zadziąsłowymi (bridge)[229]. W pozostałych kontekstach /i/ jest centralizowane i znajduje się pomiędzy szwa i /ʊ/ (jak w wyrazie put), zatem wyrazy /kit/ i /sit/ nie rymują się[228]. Takie scentralizowane /i/ występuje np. w obu sylabach słowa minutes czy wszystkich trzech sylabach słowa limited. W nieakcentowanych sylabach scentralizowane /i/ zastępuje też szwę, przez co słowa haggis i bogus rymują się, a słowa takie jak Lenin i Lennon czy illusion i allusion są homofonami, przy czym w konserwatywnym akcencie zjawisko to nie zachodzi i sytuacja przypomina tę ze standardowej odmiany brytyjskiej. Z kolei w najbardziej odmiennych od RP akcentach scentralizowane /i/ jest zastępowane przez szwę nawet w sylabach akcentowanych i np. dinner jest wymawiane /'dɘnə/. Z tego względu scentralizowane /i/ bywa określane jako wysoka szwa, a zwykła szwa jako dolna szwa. Z kolei w akcentach tych niescentralizowane /i/ nie brzmi jak /ɪ/, lecz przechodzi w /i/[229].
- /ɑː/ jak w wyrazie star jest zaokrąglone i podniesione, brzmi bardziej jak w wyrazie store[228]
- Niektóre dyftongi brzmią bardziej jak samogłoski, np. right i mouse są realizowane w sposób zbliżony do /ɑː/[228], a słowa shared i shed różnią się tylko długością samogłoski, a nie jej barwą (odpowiednio /ʃeːd/ i /ʃed/)[229]
- Zasadniczo jest to odmiana nierotyczna, ale rotyczność występuje u ludności afrykanerskiej i czarnej[230].
- Sylabiczność spółgłosek, zwłaszcza w akcentach odmiennych od RP, jest zastępowana przez użycie samogłoski szwa, przez co słowo listen, które w RP byłoby wymawiane /'lɪsṇ/ tu jest wymawiane /'ləsən/[229].

### Angielszczyzna karaibska

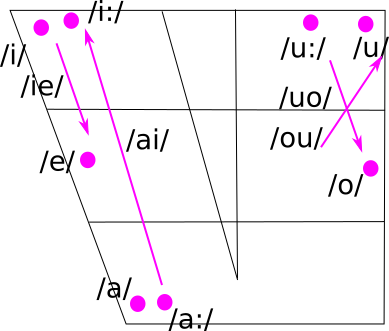
System samogłosek karaibskiej odmiany języka angielskiego. Samogłoski są bardziej peryferyjne i wyraziste niż w RP

System samogłoskowy angielszczyzny karaibskiej odbiega od wymowy RP czy wariantów amerykańskich. System samogłoskowy jest bardzo ograniczony (patrz diagram), w użyciu jest tylko 12 fonemów w miejsce dwudziestu w RP:
| samogłoski krótkie | samogłoski długie | dyftongi          |  |
| /i/ kil kill       | /iː/ trii tree    | /ie/ biesin basin |  |
| /e/ dem they, them | /aː/ daag/ dog    | /ai/ blain blind  |  |
| /a/ mada mother    | /uː/ duu do       | /ou/ roun round   |  |
| /o/ op up          |                   | /uo/ uol old      |  |
| /u/                | put               |                   |  |

Efektem takiego systemu jest fakt, że wiele wyrazów brzmi homofonicznie z innymi w porównaniu z angielszczyzną brytyjską lub amerykańską. Zatem den oznaczać może den lub then, /rat/ oznacza rot lub rat.

### Angielszczyzna irlandzka
Istnieje kilka cech odróżniających angielszczyznę irlandzką od standardu RP, dotyczących długości samogłosek, zaokrąglenia warg itp.:
- /eɪ/ często przechodzi w /ɛ/ w wyrazach gave i came (wymawiane jak „gev” i „kem”)
- /ɔɪ/ w wyrazie „boy” w niektórych miastach (np. Cork) wymawiane jest jako [aɪ]
- Występują różnice w stosunku do standardu RP między samogłoskami otwartymi; w szczególności takie słowa jak path czy calm wymawiane są przez przednie /aː/
- Głoska /r/ jest wymawiana po samogłoskach w takich słowach jak car czy purse
- /t/ i /d/ wymawiane są zębowo (podobnie jak w języku polskim); spółgłoski /θ/ i /ð/ wymawiane są jak zwarte: thanks → /taŋks/, this → /dɪs/
- /l/ nie jest welaryzowane (tzw. „ciemne l”)

### Angielszczyzna indyjska
Angielska wymowa w Indiach z przyczyn historycznych pozostawała pod wpływem Received Pronunciation i jest zróżnicowana pod względem terytorialnym.

#### Spółgłoski
Oto podstawowe różnice między standardową odmianą indyjską a RP:
- Zarówno /w/ jak i /v/ są zastąpione przez dziąsłowo-zębową spółgłoskę trącą /ʋ/
- /z/ wymawiane z pozycji wału dziąsłowego zastępuje zarówno /z/ jak i /ʒ/
- Fonemy /t d ʈ ɖ ɾ/ zastępują odpowiednio /θ ð t d ɹ/. Wymowa /ɾ/ zasadniczo polega na przesunięciu językiem po wale dziąsłowym, choć regionalnie spotyka się inne realizacje. /ɾ/ ma tendencję do zanikania, gdy pojawia się przed spółgłoską lub na końcu wyrazu, choć nie jest to regułą.
- /b/, /d/ i /g/ wymawiane są z wyjściowym przydechem (postaspiracją) w takich wyrazach jak ghost, adhere, abhor.
- /ŋ/ zawsze pojawia się w towarzystwie /g/: sing /siŋg/

#### Samogłoski
- Dyftongi /ei əu/ ulegają monoftongizacji i są wymawiane odpowiednio /eː oː/; monoftongizacja obejmuje również inne dyftongi: /ɪə/ przechodzi w /iː/, /eə/ w /eː/, wreszcie /ʊə/ jest wymawiane jak /uː/. Trudno jednak ustalić, czy samogłoski wymawiane są jako długie z natury czy jako podwójne.
- Jednym z głównych alofonów w indyjskiej odmianie języka angielskiego są samogłoski nosowe; pojawiają się w sąsiedztwie spółgłosek nosowych: [nõ:] (No), [ẽ n ɪ̃ :] (any)[233].

### Angielszczyzna szkocka
Istnieje kilka znaczących różnic odróżniających angielski mówiony w Szkocji od RP, przy czym nie ma jednorodnego szkockiego akcentu i zmiany mogą się różnić lokalnie. Oto największe różnice w stosunku do RP:
- Brak zaokrągleń samogłosek w takich słowach jak stone czy go, wymawiane jak stane, gae
- Samogłoska przymknięta tylna /uː/ jest bardziej przednia, co wywołuje taki efekt jak w niemieckim umlaut ü czy /y/ we francuskim słowie tu, w pisowni objawia się to przez oi: moon → muin
- Wygłosowe /l/ zostało zastąpione jeszcze za czasów języka średnioangielskiego przez samogłoskę podobną do /u/, co znajduje odbicie w pisowni: saut zamiast salt, fou zamiast full itp.
- W związku z nieco odmiennym przebiegiem wielkiej przesuwki samogłoskowej szkocka odmiana angielskiego zachowała czystą samogłoskę /uː/ w takich słowach jak house (hoose) czy down (doon)
- Niektóre samogłoski nie mają w miarę stałej właściwej im długości, ale ich długość zależy od następującego po nich dźwięku (tzw. szkocka reguła długości samogłosek). Najbardziej dotknięte są samogłoski przymknięte: /i/ i /u/. Na przykład /i/ jest długie w leaves i sees, krótkie w leaf i cease. Zjawisko jest nie tylko funkcją długości przed spółgłoską dźwięczną, jak w RP.
- Podniebienna spółgłoska trąca jest słyszalna w takich słowach jak loch, nicht („noc”), ale często tam, gdzie w piśmie występuje -ch-, np. technical
- Często używana bezdźwięczna spółgłoska trąca dwuwargowa /ʍ/ (jak w hiszpańskim słowie llevar), pozwalając na rozróżnienie takich słów jak while i wile, whales i wales. Na północnym wschodzie /ʍ/ jest zastąpione przez /f/
- W obszarach miejskich spotyka się często zwarcie krtaniowe w takich słowach jak butter[234]
- Fonem /r/ jest zwykle realizowany jako spółgłoska uderzeniowa ɾ (tap), ale w pozycji przed samogłoską częstszy jest ɹ[235]

### Angielszczyzna walijska
Wymowę walijską cechują następujące zjawiska:
- brak różnicy między /ə/ a /ʌ/, i tak w wyrazie butter obie samogłoski są identyczne
- pojedyncze spółgłoski między samogłoskami są wydłużane: /ˈmʌnːɪ/, /ˈbʌtːə/
- pojawiają się spółgłoski nieistniejące w języku angielskim, a zapożyczone z walijskiego: bezdźwięczne l (przypominające polskie chl) jak w wyrazie Llanberis i welarna spółgłoska trąca /x/
- nie wymawia się /z/ i w niektórych północnych dialektach pary pence i pens wymawiane są jako /pens/. Nie ma również afrykat (zwarto-trących).